# 日本のテレビアニメ作品一覧 (2000年代 後半)
- アニメ > テレビアニメ > 日本のテレビアニメ作品一覧 > 日本のテレビアニメ作品一覧 (2000年代 後半)
- アニメ > アニメ作品一覧 > 日本のテレビアニメ作品一覧 > 日本のテレビアニメ作品一覧 (2000年代 後半)

日本のテレビアニメ作品一覧 (2000年代 後半)（にほんのテレビアニメさくひんいちらん (2000ねんだい こうはん)）は、2005年から2009年に放送された日本のテレビアニメ作品一覧。

## 2005年（平成17年）

### 2005年 1月 - 3月
| 開始日 - 終了日         | 作品名                                           | 制作会社                               | 主放送局・系列 | 話数   |
| ----------------------- | ------------------------------------------------ | -------------------------------------- | -------------- | ------ |
| 1月1日 - 3月26日        | まじかるカナン                                   | AIC ASTA                               | AT-X           | 全13話 |
| 1月2日 - 2016年9月18日  | こちら葛飾区亀有公園前派出所                     | ぎゃろっぷ                             | CX             | 全13話 |
| 1月3日（特別番組）      | デジタルモンスター ゼヴォリューション            | 東映アニメーション                     | CX             | 全1話  |
| 1月4日 - 3月29日        | らいむいろ流奇譚X cross 〜恋、教ヘテクダサイ。〜 | A・C・G・T                             | UHF            | 全13話 |
| 1月5日 - 3月23日        | JINKI:EXTEND                                     | feel.                                  | EX             | 全12話 |
| 1月5日 - 3月30日        | スターシップ・オペレーターズ                     | J.C.STAFF                              | TX             | 全13話 |
| 1月5日 - 3月23日        | Xenosaga THE ANIMATION                           | 東映アニメーション                     | EX             | 全12話 |
| 1月5日 - 6月29日        | 魔法先生ネギま!                                  | XEBEC                                  | TX             | 全26話 |
| 1月6日 - 7月7日         | ああっ女神さまっ                                 | AIC                                    | TBS            | 全26話 |
| 1月6日 - 3月31日        | AIR                                              | 京都アニメーション                     | BS-i           | 全13話 |
| 1月7日 - 3月25日        | アークエとガッチンポー てんこもり                | スプリングハウス・エンタテインメント   | TX             | 全12話 |
| 1月8日 - 9月24日        | ギャラリーフェイク                               | トムス・エンタテインメント、東京キッズ | TX             | 全37話 |
| 1月8日 - 3月26日        | 好きなものは好きだからしょうがない!!             | ZEXCS                                  | UHF            | 全13話 |
| 1月8日 - 12月31日       | トランスフォーマー ギャラクシーフォース          | GONZO                                  | TVA            | 全52話 |
| 1月8日 - 6月25日        | ピーチガール                                     | スタジオコメット                       | TX             | 全25話 |
| 1月8日 - 7月9日         | 魔豆奇伝パンダリアン                             | プラネットエンターテイメント           | ANIMAX         | 全26話 |
| 1月9日 - 3月27日        | UG☆アルティメットガール                          | スタジオマトリックス                   | UHF            | 全12話 |
| 1月9日 - 6月26日        | まほらば〜Heartful days                          | J.C.STAFF                              | TX             | 全26話 |
| 1月10日 - 12月26日      | B-伝説! バトルビーダマン 炎魂                    | 日本アニメディア                       | TX             | 全51話 |
| 1月17日 - 2月21日       | だめっこどうぶつ                                 | マジックバス                           | KIDS STATION   | 全26話 |
| 1月27日 - 4月21日       | GIRLSブラボー second season                      | AICスピリッツ                          | WOWOW          | 全13話 |
| 2月5日 - 5月7日         | BUZZER BEATER（第1期）                           | トムス・エンタテインメント             | WOWOW          | 全13話 |
| 2月6日 - 2006年1月29日  | ふたりはプリキュア Max Heart                     | 東映アニメーション                     | ABC・EXほか    | 全47話 |
| 2月7日 - 4月25日        | 増田こうすけ劇場 ギャグマンガ日和                | アートランド                           | KIDS STATION   | 全12話 |
| 2月13日 - 2007年1月28日 | まじめにふまじめ かいけつゾロリ                  | サンライズ、亜細亜堂                   | NBN            | 全97話 |

### 2005年 4月 - 6月
| 開始日 - 終了日         | 作品名                                           | 制作会社                                         | 主放送局・系列 | 話数    |
| ----------------------- | ------------------------------------------------ | ------------------------------------------------ | -------------- | ------- |
| 4月 - 2006年3月         | 絶体絶命でんぢゃらすじーさん（第3期）            | スタジオ雲雀                                     | TX             | 全20話  |
| 4月1日 - 6月24日        | こいこい7                                        | トライネットエンタテインメント、スタジオフラッグ | UHF            | 全13話  |
| 4月2日 - 6月18日        | IZUMO -猛き剣の閃記-                             | トライネットエンタテインメント、スタジオ九魔     | UHF            | 全12話  |
| 4月2日 - 6月18日        | 英國戀物語エマ                                   | ぴえろ                                           | UHF            | 全12話  |
| 4月2日 - 2006年2月25日  | 今日から㋮王!（第2期）                           | スタジオディーン                                 | NHK-BS2        | 全39話  |
| 4月2日 - 2006年3月25日  | ふしぎ星の☆ふたご姫                              | ハルフィルムメーカー                             | TX             | 全51話  |
| 4月3日 - 2006年3月26日  | おねがいマイメロディ                             | スタジオコメット                                 | TVO            | 全52話  |
| 4月3日 - 2007年3月25日  | MÄR-メルヘヴン-                                  | SynergySP                                        | TX             | 全102話 |
| 4月4日 - 2006年3月27日  | うえきの法則                                     | スタジオディーン                                 | TX             | 全51話  |
| 4月4日 - 6月27日        | こみっくパーティーRevolution                     | カオスプロジェクト、RADIX                        | UHF            | 全13話  |
| 4月4日 - 9月26日        | 創聖のアクエリオン                               | サテライト                                       | TXN            | 全26話  |
| 4月5日 - 6月21日        | いちご100%                                       | マッドハウス                                     | EX             | 全26話  |
| 4月5日 - 9月27日        | エレメンタル ジェレイド                          | XEBEC                                            | TX             | 全26話  |
| 4月5日 - 2006年3月28日  | ガラスの仮面（第2作）                            | 東京ムービー                                     | TX             | 全51話  |
| 4月6日 - 2008年3月19日  | アイシールド21                                   | ぎゃろっぷ                                       | TX             | 全145話 |
| 4月6日 - 2006年3月29日  | 甲虫王者ムシキング 森の民の伝説                  | トムス・エンタテインメント                       | TX             | 全52話  |
| 4月6日 - 9月28日        | 極上生徒会                                       | J.C.STAFF                                        | TXN            | 全26話  |
| 4月6日 - 6月29日        | フタコイ オルタナティブ                          | ufotable、スタジオフラッグ、feel.                | TXN、UHF       | 全13話  |
| 4月6日 - 6月29日        | LOVELESS                                         | J.C.STAFF                                        | EX             | 全12話  |
| 4月7日 - 6月30日        | これが私の御主人様                               | GAINAX、シャフト                                 | BS-i           | 全12話  |
| 4月7日 - 9月29日        | SPEED GRAPHER                                    | GONZO                                            | EX             | 全24話  |
| 4月8日 - 2009年2月27日  | おでんくん                                       | エッグ                                           | NHK教育        | 全156話 |
| 4月9日 - 10月15日       | ツバサ・クロニクル（第1期）                      | ビィートレイン                                   | NHK教育        | 全26話  |
| 4月10日 - 2006年3月26日 | ゾイドジェネシス                                 | 小学館ミュージック&デジタル エンタテイメント     | TX             | 全50話  |
| 4月11日 - 6月27日       | 勇者王ガオガイガーFINAL GRAND GLORIOUS GATHERING | サンライズ                                       | TX             | 全12話  |
| 4月12日 - 9月20日       | バジリスク 〜甲賀忍法帖〜                        | GONZO                                            | UHF            | 全24話  |
| 4月14日 - 9月29日       | ハチミツとクローバー                             | J.C.STAFF                                        | CX             | 全26話  |
| 4月15日 -               | ドラえもん（テレビ朝日版第2期）                  | シンエイ動画                                     | EX             |         |
| 4月17日 - 2006年4月2日  | 交響詩篇エウレカセブン                           | ボンズ                                           | MBS            | 全50話  |
| 4月19日 - 9月27日       | わがまま☆フェアリー ミルモでポン! ちゃあみんぐ   | スタジオ雲雀                                     | TX             | 全22話  |
| 4月28日 - 10月27日      | トリニティ・ブラッド                             | GONZO                                            | WOWOW          | 全24話  |
| 5月7日 - 7月23日        | 新釈 眞田十勇士                                  | グループ・タック、G&G                            | WOWOW          | 全12話  |
| 5月21日 - 11月19日      | 絶対少年                                         | 亜細亜堂                                         | NHK-BS2        | 全26話  |
| 5月22日 - 2006年2月12日 | 雪の女王                                         | トムス・エンタテインメント                       | NHK総合        | 全36話  |
| 6月6日 - 11月28日       | パタリロ西遊記!                                  | マジックバス                                     | KIDS STATION   | 全27話  |
| 6月20日 - 7月22日       | トムトム☆ブー                                    | NHKエデュケーショナル                            | NHK教育        | 全26話  |
| 6月28日 - 9月28日       | かみちゅ!                                        | ブレインズ・ベース                               | ANN            | 全16話  |

1. ↑  全13回放送
2. ↑  未放送4話含む

### 2005年 7月 - 9月
| 開始日 - 終了日             | 作品名                                           | 制作会社                                           | 主放送局・系列 | 話数    |
| --------------------------- | ------------------------------------------------ | -------------------------------------------------- | -------------- | ------- |
| 7月1日 - 9月16日            | あまえないでよっ!!                               | スタジオディーン                                   | AT-X           | 全13話  |
| 7月1日 - 9月23日            | 機動新撰組 萌えよ剣 TV                           | トライネットエンタテインメント、ピクチャーマジック | UHF            | 全13話  |
| 7月2日 - 9月24日            | おくさまは女子高生                               | マッドハウス                                       | UHF            | 全26話  |
| 7月2日 - 2006年6月24日      | シュガシュガルーン                               | ぴえろ                                             | TX             | 全51話  |
| 7月2日 - 12月24日           | D.C.S.S. 〜ダ・カーポ セカンドシーズン〜         | feel.                                              | UHF            | 全26話  |
| 7月3日 - 9月25日            | 奥さまは魔法少女                                 | J.C.STAFF                                          | UHF            | 全13話  |
| 7月3日 - 12月25日           | ぱにぽにだっしゅ!                                | ガンジス、シャフト                                 | TXN            | 全26話  |
| 7月4日 - 9月26日            | あかほり外道アワーらぶげ                         | RADIX                                              | UHF            | 全13話  |
| 7月4日 - 12月26日           | ガン×ソード                                      | AIC ASTA                                           | TX             | 全26話  |
| 7月4日 - 9月26日            | プレイボール                                     | マジックバス                                       | UHF            | 全13話  |
| 7月6日 - 2009年9月24日      | FNS地球特捜隊ダイバスター（特撮+アニメ）         | PDトウキョウ                                       | CX             | 全155話 |
| 7月6日 - 12月28日           | 涼風                                             | スタジオコメット                                   | TXN            | 全26話  |
| 7月6日 - 9月28日            | タイドライン・ブルー                             | テレコム・アニメーションフィルム                   | EX             | 全13話  |
| 7月7日 - 2006年1月5日       | SHUFFLE!                                         | アスリード                                         | WOWOW          | 全24話  |
| 7月8日 - 9月30日            | ぺとぺとさん                                     | XEBEC M2                                           | UHF            | 全13話  |
| 7月13日 - 10月19日          | フルメタル・パニック! The Second Raid            | 京都アニメーション                                 | WOWOW          | 全13話  |
| 7月14日 - 10月13日          | 苺ましまろ                                       | 童夢                                               | TBS            | 全12話  |
| 7月22日（特別番組）         | ルパン三世 天使の策略 〜夢のカケラは殺しの香り〜 | トムス・エンタテインメント                         | NTV            | 全1話   |
| 8月6日 - 2006年2月23日      | 強殖装甲ガイバー                                 | OLM                                                | WOWOW          | 全26話  |
| 8月13日（特別番組）         | ぼくの防空壕                                     | シンエイ動画                                       | EX             | 全1話   |
| 8月26日（特別番組）         | ほとり〜たださいわいを希う。〜                   | サンライズ                                         | ANIMAX         | 全1話   |
| 8月28日・9月4日（特別番組） | AIR 特別編（前編・後編）                         | 京都アニメーション                                 | BS-i           | 全1話   |
| 9月3日（特別番組）          | 飛び出せ!ぐりりの大冒険                          | 東日本放送                                         | KHB            | 全10話  |

### 2005年 10月 - 12月
| 開始日 - 終了日          | 作品名                                | 制作会社                                           | 主放送局・系列 | 話数    |
| ------------------------ | ------------------------------------- | -------------------------------------------------- | -------------- | ------- |
| 10月1日 - 2006年9月30日  | 韋駄天翔                              | トランス・アーツ                                   | TXN            | 全52話  |
| 10月1日 - 2006年3月25日  | 格闘美神 武龍                         | トムス・エンタテインメント                         | TX             | 全25話  |
| 10月1日 - 12月24日       | 魔法少女リリカルなのはA's             | セブン・アークス                                   | UHF            | 全13話  |
| 10月1日 - 2006年4月1日   | ロックマンエグゼBEAST                 | XEBEC                                              | TX             | 全25話  |
| 10月2日 - 2006年3月26日  | Canvas2 〜虹色のスケッチ〜            | ZEXCS                                              | UHF            | 全24話  |
| 10月2日 - 12月25日       | はっぴぃセブン 〜ざ・テレビまんが〜   | トライネットエンタテインメント、スタジオ雲雀       | UHF            | 全13話  |
| 10月3日 - 2006年1月2日   | ToHeart2                              | OLM                                                | UHF            | 全13話  |
| 10月4日 - 2006年9月26日  | アニマル横町                          | ぎゃろっぷ、同友アニメーション                     | TXN            | 全102話 |
| 10月4日 - 2006年9月26日  | エンジェル・ハート                    | トムス・エンタテインメント                         | YTV            | 全50話  |
| 10月4日 - 2006年9月26日  | capeta                                | スタジオコメット                                   | TX             | 全52話  |
| 10月4日 - 2006年3月28日  | CLUSTER EDGE                          | サンライズ                                         | TXN            | 全25話  |
| 10月4日 - 2006年4月4日   | 地獄少女                              | スタジオディーン                                   | CS             | 全26話  |
| 10月4日 - 2006年3月28日  | 闘牌伝説アカギ 〜闇に舞い降りた天才〜 | マッドハウス                                       | NTV            | 全26話  |
| 10月5日 - 2006年3月29日  | IGPX -Immortal Grand Prix-            | Production I.G                                     | EX             | 全26話  |
| 10月5日 - 12月28日       | ARIA The ANIMATION                    | ハルフィルムメーカー                               | TXN            | 全13話  |
| 10月5日 - 2006年3月28日  | ガンパレード・オーケストラ            | ブレインズ・ベース                                 | EX             | 全24話  |
| 10月5日 - 2006年3月22日  | 灼眼のシャナ                          | J.C.STAFF                                          | UHF            | 全24話  |
| 10月6日 - 2006年9月28日  | こてんこてんこ                        | アイムーヴ                                         | TX             | 全52話  |
| 10月6日 - 2006年3月30日  | SoltyRei                              | GONZO、AIC                                         | EX             | 全25話  |
| 10月6日 - 2006年3月30日  | BLACK CAT                             | GONZO                                              | TBS            | 全24話  |
| 10月6日 - 2006年3月30日  | 冒険王ビィト エクセリオン             | 東映アニメーション                                 | TX             | 全25話  |
| 10月6日 - 2006年3月30日  | 舞-乙HiME                             | サンライズ                                         | TXN            | 全26話  |
| 10月8日 - 12月24日       | 銀盤カレイドスコープ                  | カラク                                             | TX             | 全12話  |
| 10月8日 - 2006年9月23日  | BLOOD+                                | Production I.G                                     | MBS            | 全50話  |
| 10月10日 - 12月26日      | ラムネ                                | トライネットエンタテインメント、ピクチャーマジック | UHF            | 全12話  |
| 10月11日 - 2006年3月31日 | ノエイン もうひとりの君へ             | サテライト                                         | UHF            | 全24話  |
| 10月13日 - 12月29日      | Paradise Kiss                         | マッドハウス                                       | CX             | 全12話  |
| 10月20日 - 2006年1月26日 | ローゼンメイデン トロイメント         | ノーマッド                                         | TBS            | 全12話  |
| 10月22日 - 2006年3月11日 | 蟲師（第1期）                         | アートランド                                       | CX             | 全20話  |
| 11月3日 - 2006年5月11日  | かりん                                | J.C.STAFF                                          | WOWOW          | 全24話  |
| 11月3日 - 2006年5月11日  | 銀牙伝説WEED                          | スタジオディーン                                   | ANIMAX         | 全26話  |
| 11月12日 - 2006年9月24日 | ガイキング LEGEND OF DAIKU-MARYU      | 東映アニメーション                                 | EX             | 全39話  |
| 12月6日 - 2006年9月19日  | ディノブレイカー                      | XEBEC                                              | ANIMAX         | 全40話  |
| 12月10日 - 2006年6月10日 | メジャー（第2期）                     | スタジオ雲雀                                       | NHK教育        | 全26話  |
| 12月26日 - 2007年11月7日 | 南の島の小さな飛行機 バーディー       | スタジオディーン                                   | NHK教育        | 全105話 |
| 12月29日（特別番組）     | 蒼穹のファフナー RIGHT OF LEFT        | XEBEC                                              | TXN            | 全1話   |

1. ↑  全51回放送
2. ↑  未放送1話含む

## 2006年（平成18年）

### 2006年 1月 - 3月
| 開始日 - 終了日        | 作品名                                    | 制作会社                                                        | 主放送局・系列 | 話数   |
| ---------------------- | ----------------------------------------- | --------------------------------------------------------------- | -------------- | ------ |
| 1月3日 - 3月28日       | 鍵姫物語 永久アリス輪舞曲                 | トライネットエンタテインメント、ピクチャーマジック              | UHF            | 全13話 |
| 1月4日 - 3月22日       | あまえないでよっ!! 喝!!                   | スタジオディーン                                                | AT-X           | 全13話 |
| 1月4日 - 3月29日       | キン肉マンII世 ULTIMATE MUSCLE 2          | 東映アニメーション                                              | TX             | 全13話 |
| 1月5日 - 3月31日       | 落語天女おゆい                            | ティー・エヌ・ケー                                              | UHF            | 全12話 |
| 1月6日 - 6月16日       | Fate/stay night                           | スタジオディーン                                                | UHF            | 全24話 |
| 1月6日 - 3月31日       | LEMON ANGEL PROJECT                       | RADIX ACE ENTERTAINMENT                                         | UHF            | 全13話 |
| 1月7日 - 3月25日       | 陰からマモル!                             | グループ・タック                                                | TX             | 全12話 |
| 1月7日 - 4月1日        | タクティカルロア                          | アクタス                                                        | UHF            | 全13話 |
| 1月7日 - 4月1日        | マジカノ                                  | 東京キッズ                                                      | AT-X           | 全13話 |
| 1月7日 - 12月30日      | ワンワンセレプー それゆけ!徹之進          | スタジオコメット                                                | TVA            | 全51話 |
| 1月8日 - 3月26日       | よみがえる空 -RESCUE WINGS-               | J.C.STAFF                                                       | TXN            | 全13話 |
| 1月9日 - 3月27日       | プレイボール 2nd                          | マジックバス                                                    | UHF            | 全13話 |
| 1月9日 - 3月27日       | おろしたてミュージカル 練馬大根ブラザーズ | スタジオ雲雀                                                    | TXN            | 全12話 |
| 1月9日 - 12月25日      | 爆球Hit! クラッシュビーダマン             | 日本アニメディア                                                | TX             | 全50話 |
| 1月10日 - 3月28日      | Funny Pets                                | ランブルフィッシュ、tvk、KBS京都、レントラックジャパン、S1-T3CG | UHF            | 全24話 |
| 1月11日 - 3月29日      | かしまし 〜ガール・ミーツ・ガール〜       | スタジオ雲雀                                                    | TXN            | 全13話 |
| 1月12日 - 3月23日      | 怪 〜ayakashi〜                           | 東映アニメーション                                              | CX             | 全11話 |
| 1月12日 - 2月23日      | 半分の月がのぼる空                        | グループ・タック                                                | WOWOW          | 全6話  |
| 1月16日 - 4月10日      | お茶犬〜「ほっ」とものがたり〜            |                                                                 | KIDS STATION   | 全13話 |
| 1月22日 - 4月16日      | 吟遊黙示録マイネリーベwieder              | ビィートレイン                                                  | ANIMAX         | 全13話 |
| 2月2日 - 3月30日       | びんちょうタン                            | スタジオディーン                                                | TBS            | 全12話 |
| 2月2日 - 3月30日       | REC                                       | シャフト                                                        | TBS            | 全10話 |
| 2月5日 - 2007年1月28日 | ふたりはプリキュア Splash Star            | 東映アニメーション                                              | ABC・EXほか    | 全49話 |
| 2月9日 - 3月16日       | パピヨンローゼ New Season                 | スタジオケルマディック                                          | TXN、UHF       | 全6話  |
| 2月25日 - 8月12日      | Ergo Proxy                                | マングローブ                                                    | WOWOW          | 全23話 |
| 3月2日 - 4月6日        | しにがみのバラッド。                      | グループ・タック                                                | WOWOW          | 全6話  |

1. ↑  第10話から第12話まではMBSのみでの放送
2. ↑  未放送1話含む

### 2006年 4月 - 6月
| 開始日 - 終了日          | 作品名                                                           | 制作会社                                     | 主放送局・系列     | 話数    |
| ------------------------ | ---------------------------------------------------------------- | -------------------------------------------- | ------------------ | ------- |
| 4月1日 - 6月24日         | 学園ヘヴン BOY'S LOVE HYPER!                                     | 東京キッズ                                   | AT-X               | 全13話  |
| 4月1日 - 9月30日         | 格闘美神 武龍 REBIRTH                                            | トムス・エンタテインメント                   | TX                 | 全25話  |
| 4月1日 - 9月30日         | サルゲッチュ 〜オンエアー〜                                      | XEBEC                                        | TXN                | 全26話  |
| 4月1日 - 6月24日         | Soul Link                                                        | ピクチャーマジック                           | AT-X               | 全12話  |
| 4月1日 - 2007年3月31日   | ふしぎ星の☆ふたご姫 Gyu!                                         | ハルフィルムメーカー                         | TX                 | 全52話  |
| 4月1日 - 2010年          | フラカッパー                                                     | オフィス蒼                                   | UHF                | 全78話  |
| 4月1日 - 2007年3月25日   | ぽかぽか森のラスカル                                             | 日本アニメーション                           | UHF                | 全52話  |
| 4月1日 - 9月30日         | 妖怪人間ベム -HUMANOID MONSTER BEM-                              | スタジオコメット                             | ANIMAX             | 全26話  |
| 4月1日 - 6月24日         | 吉永さん家のガーゴイル                                           | スタジオ雲雀、トライネットエンタテインメント | UHF                | 全13話  |
| 4月2日 - 9月24日         | アクビガール                                                     | タツノコプロ                                 | UHF                | 全26話  |
| 4月2日 - 9月24日         | ARIA The NATURAL                                                 | ハルフィルムメーカー                         | TXN                | 全26話  |
| 4月2日 - 2007年3月25日   | おねがいマイメロディ 〜くるくるシャッフル!〜                     | スタジオコメット                             | TVO                | 全52話  |
| 4月2日 - 2007年3月25日   | 牙 -KIBA-                                                        | マッドハウス                                 | TX                 | 全51話  |
| 4月2日 - 9月24日         | スクールランブル 二学期                                          | スタジオコメット                             | TX                 | 全26話  |
| 4月2日 - 7月2日          | 涼宮ハルヒの憂鬱                                                 | 京都アニメーション                           | UHF                | 全14話  |
| 4月2日 - 2007年3月25日   | デジモンセイバーズ                                               | 東映アニメーション                           | CX                 | 全48話  |
| 4月3日 - 9月25日         | うたわれるもの                                                   | OLM                                          | UHF                | 全26話  |
| 4月3日 - 9月25日         | シムーン                                                         | スタジオディーン                             | TXN                | 全26話  |
| 4月3日 - 6月19日         | 女子高生 GIRL'S-HIGH                                             | アームス                                     | UHF                | 全12話  |
| 4月3日 - 9月25日         | Strawberry Panic                                                 | マッドハウス                                 | UHF                | 全26話  |
| 4月3日 - 2010年3月26日   | ぜんまいざむらい                                                 | A-1 Pictures、ノーサイド                     | NHK教育            | 全214話 |
| 4月3日 - 2009年3月27日   | 味楽る!ミミカ（実写+アニメ）                                     | デジタル・メディア・ラボ                     | NHK教育            | 全225話 |
| 4月3日 - 2007年3月26日   | 妖逆門                                                           | RADIX ACE ENTERTAINMENT                      | TXN                | 全51話  |
| 4月4日 - 9月26日         | エア・ギア                                                       | 東映アニメーション                           | TX                 | 全25話  |
| 4月4日 - 9月26日         | 桜蘭高校ホスト部                                                 | ボンズ                                       | NTV                | 全26話  |
| 4月4日 - 9月5日          | ガラスの艦隊                                                     | GONZO、サテライト                            | ABC                | 全26話  |
| 4月4日 - 2010年3月25日   | 銀魂                                                             | サンライズ                                   | TXN                | 全201話 |
| 4月4日 - 9月19日         | ハローキティ りんごの森のファンタジー                            | サンリオ                                     | TX                 | 全13話  |
| 4月4日 - 9月26日         | ひぐらしのなく頃に                                               | スタジオディーン                             | UHF                | 全26話  |
| 4月4日 - 6月21日         | 魔界戦記ディスガイア                                             | OLM                                          | UHF                | 全12話  |
| 4月4日 - 9月26日         | ラブゲッCHU 〜ミラクル声優白書〜                                 | RADIX ACE ENTERTAINMENT                      | TXN                | 全25話  |
| 4月4日 - 6月20日         | 錬金3級 まじかる?ぽか〜ん                                        | REMIC                                        | UHF                | 全24話  |
| 4月5日 - 9月27日         | いぬかみっ!                                                      | セブン・アークス                             | TXN                | 全26話  |
| 4月5日 - 9月20日         | ウィッチブレイド                                                 | GONZO                                        | CBC                | 全24話  |
| 4月5日 - 6月14日         | THE FROGMAN SHOW（『秘密結社鷹の爪』『古墳GALのコフィー』）      | 蛙男商会                                     | EX                 | 全11話  |
| 4月5日 - 2008年3月28日   | しばわんこの和のこころ                                           | スリー・ディ、メビウス・トーン               | NHK総合            | 全80話  |
| 4月5日 - 9月27日         | スパイダーライダーズ 〜オラクルの勇者たち〜                      | ビィートレイン                               | TXN                | 全26話  |
| 4月5日 - 2008年3月26日   | とっとこハム太郎 は〜い!                                         | トムス・エンタテインメント                   | TXN                | 全77話  |
| 4月5日 - 9月27日         | .hack//Roots                                                     | ビィートレイン                               | TXN                | 全26話  |
| 4月5日 - 2007年3月28日   | NANA-ナナ-                                                       | マッドハウス                                 | NTV                | 全47話  |
| 4月5日 - 6月21日         | プリンセス・プリンセス                                           | スタジオディーン                             | EX                 | 全12話  |
| 4月5日 - 9月13日         | 吉宗                                                             | 銀画屋、AICスピリッツ、ゴンジーノ            | UHF                | 全24話  |
| 4月5日 - 6月28日         | RAY THE ANIMATION                                                | OLM                                          | HBC、TBC、CBC、RKB | 全13話  |
| 4月6日 - 9月14日         | ああっ女神さまっ それぞれの翼                                    | AIC                                          | TBS                | 全24話  |
| 4月6日 - 9月28日         | ゼーガペイン                                                     | サンライズ                                   | TX                 | 全26話  |
| 4月6日 - 10月21日        | xxxHOLiC                                                         | Production I.G                               | TBS                | 全24話  |
| 4月6日 - 6月22日         | リングにかけろ1 日米決戦編                                       | 東映アニメーション                           | EX                 | 全12話  |
| 4月7日 - 2008年3月28日   | きらりん☆レボリューション                                        | SynergySP、G&G                               | TX                 | 全102話 |
| 4月7日 - 6月30日         | 西の善き魔女 Astraea Testament                                   | ハルフィルムメーカー                         | UHF                | 全13話  |
| 4月8日 - 2007年2月24日   | 彩雲国物語（第1期）                                              | マッドハウス                                 | NHK-BS2            | 全39話  |
| 4月8日 - 6月24日         | 夢使い                                                           | マッドハウス                                 | UHF                | 全12話  |
| 4月8日 - 9月30日         | ロックマンエグゼBEAST+                                           | XEBEC                                        | TXN                | 全26話  |
| 4月9日 - 7月2日          | ひまわりっ!                                                      | アームス                                     | UHF                | 全13話  |
| 4月9日 - 10月29日        | MUSASHI -GUN道-                                                  | ACCプロダクション                            | BS-i               | 全29話  |
| 4月10日 - 2007年3月23日  | 新星輝デュエル・マスターズ フラッシュ                            | SynergySP                                    | TX                 | 全24話  |
| 4月10日 - 9月4日         | ブラック・ジャック21                                             | 手塚プロダクション                           | YTV                | 全17話  |
| 4月11日 - 6月27日        | BLACK LAGOON                                                     | マッドハウス                                 | UHF                | 全12話  |
| 4月12日 - 7月19日        | 姫様ご用心                                                       | ノーマッド                                   | WOWOW              | 全12話  |
| 4月13日 - 10月26日       | ザ・サード 〜蒼い瞳の少女〜                                      | XEBEC                                        | WOWOW              | 全24話  |
| 4月13日 - 6月22日        | 獣王星                                                           | ボンズ                                       | CX                 | 全11話  |
| 4月13日 - 7月13日        | 砂沙美☆魔法少女クラブ                                            | AICスピリッツ                                | WOWOW              | 全13話  |
| 4月13日 - 9月28日        | チビナックス                                                     | CREATIVE OFFICE CUE、電通北海道              | STV                | 全24話  |
| 4月15日 - 7月29日        | TOKKO 特公                                                       | AICスピリッツ、グループ・タック              | WOWOW              | 全13話  |
| 4月29日 - 11月4日        | ツバサ・クロニクル（第2期）                                      | ビィートレイン                               | NHK教育            | 全26話  |
| 5月1日 - 2日（特別番組） | 機動戦士ガンダムSEED DESTINY スペシャルエディション 砕かれた世界 | サンライズ                                   | MBS                |         |
| 5月6日 - 11月4日         | タマ&フレンズ 探せ!魔法のプニプニストーン                        | グループ・タック、同友アニメーション         | ANIMAX             | 全26話  |
| 5月15日 - 6月19日        | 蟲師（第2期）                                                    | アートランド                                 | BSフジ             | 全6話   |
| 5月18日 - 8月10日        | 神様家族                                                         | 東映アニメーション                           | ANIMAX             | 全13話  |
| 5月18日 - 8月17日        | 機神咆吼デモンベイン                                             | Viewworks                                    | WOWOW              | 全12話  |
| 6月16日 - 2009年3月27日  | NEWS23 蛙男劇場                                                  | 蛙男商会                                     | TBS                | 全40話  |
| 6月29日 - 9月14日        | ハチミツとクローバーII                                           | J.C.STAFF                                    | CX                 | 全12話  |
| 6月29日 - 9月14日        | 貧乏姉妹物語                                                     | 東映アニメーション                           | EX                 | 全10話  |

1. ↑  番組は全300回放送
2. 1 2  未放送2話含む
3. ↑  全12回放送
4. ↑  総集編含む

### 2006年 7月 - 9月
| 開始日 - 終了日              | 作品名                                             | 制作会社                                     | 主放送局・系列   | 話数    |
| ---------------------------- | -------------------------------------------------- | -------------------------------------------- | ---------------- | ------- |
| 7月1日 - 2007年3月31日       | おとぎ銃士 赤ずきん                                | マッドハウス                                 | TX               | 全39話  |
| 7月1日 - 9月16日             | つよきす Cool×Sweet                                | トライネットエンタテインメント、スタジオ雲雀 | UHF              | 全12話  |
| 7月1日 - 2007年6月30日       | 出ましたっ!パワパフガールズZ                       | 東映アニメーション                           | TX               | 全52話  |
| 7月1日 - 10月1日             | まもって!ロリポップ                                | サンシャインコーポレーション・オブ・ジャパン | UHF              | 全13話  |
| 7月2日 - 9月24日             | ゼロの使い魔                                       | J.C.STAFF                                    | UHF              | 全13話  |
| 7月2日 - 12月2日             | Project BLUE 地球SOS                               | A・C・G・T                                   | AT-X             | 全6話   |
| 7月3日 - 9月18日             | コヨーテ ラグタイムショー                          | ufotable                                     | UHF              | 全12話  |
| 7月3日 - 12月27日            | 僕等がいた                                         | アートランド                                 | UHF              | 全26話  |
| 7月5日 - 9月20日             | 内閣権力犯罪強制取締官 財前丈太郎                  | トランス・アーツ                             | EX               | 全11話  |
| 7月8日 - 9月30日             | 恋する天使アンジェリーク 〜心のめざめる時〜        | サテライト                                   | KIDS STATION     | 全13話  |
| 7月8日 - 9月30日             | となグラ!                                          | 童夢                                         | UHF              | 全13話  |
| 7月9日 - 12月17日            | N・H・Kにようこそ!                                 | GONZO                                        | UHF              | 全24話  |
| 7月11日 - 12月19日           | ちょこッとSister                                   | ノーマッド                                   | UHF              | 全24話  |
| 7月24日 - 10月16日           | 無敵看板娘                                         | テレコム・アニメーションフィルム             | YTV              | 全24話  |
| 7月26日 - 10月25日           | イノセント・ヴィーナス                             | ブレインズ・ベース                           | WOWOW            | 全12話  |
| 7月29日 - 12月30日           | NIGHT HEAD GENESIS                                 | ビーメディア                                 | BS日テレ、ANIMAX | 全24話  |
| 8月1日 - 2007年1月30日       | パッタ ポッタ モン太                               | 東京キッズ                                   | UHF              | 全52話  |
| 8月5日 - 11月4日             | ケモノヅメ                                         | マッドハウス                                 | WOWOW            | 全13話  |
| 8月5日 - 10月21日            | 増田こうすけ劇場 ギャグマンガ日和2                 | アートランド                                 | KIDS STATION     | 全12話  |
| 8月7日 - 10月23日            | HANOKA〜葉ノ香〜                                   | ファンワークス                               | KIDS STATION     | 全12話  |
| 8月15日（特別番組）          | 焼跡の、お菓子の木                                 | シンエイ動画                                 | EX               | 全1話   |
| 8月19日 - 2007年2月24日      | シュヴァリエ 〜Le Chevalier D'Eon〜                | Production I.G                               | WOWOW            | 全24話  |
| 8月20日（特別番組）          | リリとカエルと(弟)                                 | 東映アニメーション                           | ANIMAX           | 全1話   |
| 9月1日（特別番組）           | 攻殻機動隊 STAND ALONE COMPLEX Solid State Society | Production I.G                               | CS               | 全1話   |
| 9月8日 - 11月24日            | BLACK BLOOD BROTHERS                               | スタジオ・ライブ、グループ・タック           | UHF              | 全12話  |
| 9月8日（特別番組）           | ルパン三世 セブンデイズ・ラプソディ                | トムス・エンタテインメント                   | NTV              | 全1話   |
| 9月16日 - 2007年3月24日      | シルクロード少年 ユート                            | OLM                                          | NHK教育          | 全26話  |
| 9月17日・9月18日（特別番組） | 太陽の黙示録（前編「海峡」・後編「国境」）         | マッドハウス                                 | WOWOW            | 全2話   |
| 9月23日 - 2007年9月28日      | オーバン・スターレーサーズ                         | ハルフィルムメーカー、PUMPKIN-3D             | Toon Disney      | 全26話  |
| 9月28日 - 2010年9月9日       | ポケットモンスター ダイヤモンド&パール             | OLM                                          | TX               | 全191話 |

1. ↑  全12回放送
2. ↑  全26回放送

### 2006年 10月 - 12月
| 開始日 - 終了日                | 作品名                                                            | 制作会社                                     | 主放送局・系列 | 話数    |
| ------------------------------ | ----------------------------------------------------------------- | -------------------------------------------- | -------------- | ------- |
| 10月1日 - 12月24日             | ギャラクシーエンジェる〜ん                                        | サテライト                                   | TXN            | 全13話  |
| 10月1日 - 2007年3月25日        | 金色のコルダ〜primo passo〜                                       | ゆめ太カンパニー                             | TXN            | 全26話  |
| 10月1日 - 12月24日             | マージナルプリンス 〜月桂樹の王子達〜                             | 東京キッズ、studioT&B、ゴンジーノ            | UHF            | 全14話  |
| 10月2日 - 2007年3月26日        | ときめきメモリアル Only Love                                      | AIC ASTA                                     | TXN            | 全26話  |
| 10月2日 - 2007年3月19日        | パンプキン・シザーズ                                              | GONZO、AIC                                   | UHF            | 全24話  |
| 10月2日 - 12月18日             | BLACK LAGOON The Second Barrage                                   | マッドハウス                                 | UHF            | 全12話  |
| 10月2日 - 12月18日             | らぶドル 〜Lovely Idol〜                                          | ティー・エヌ・ケー、AIC ASTA                 | UHF            | 全13話  |
| 10月3日 - 12月26日             | ウサハナ 夢見るバレリーナ                                         | サンリオ                                     | TX             | 全7話   |
| 10月3日 - 12月19日             | けろけろけろっぴ はすのうえタウン危機一髪!                        | サンリオ                                     | TX             | 全7話   |
| 10月3日 - 2007年3月27日        | ゴーストハント                                                    | J.C.STAFF                                    | TXN            | 全25話  |
| 10月3日 - 2007年1月11日        | 砂沙美☆魔法少女クラブ シーズン2                                   | AICスピリッツ                                | WOWOW          | 全13話  |
| 10月3日 - 2007年3月27日        | 少年陰陽師                                                        | スタジオディーン                             | FNS、UHF       | 全26話  |
| 10月3日 - 2007年6月26日        | DEATH NOTE                                                        | マッドハウス                                 | NTV            | 全37話  |
| 10月3日 - 2008年9月30日        | D.Gray-man                                                        | トムス・エンタテインメント                   | TX             | 全103話 |
| 10月3日 - 2007年3月27日        | ヤマトナデシコ七変化♥                                             | 日本アニメーション                           | TXN            | 全25話  |
| 10月3日 - 2007年3月13日        | RED GARDEN                                                        | GONZO                                        | EX             | 全22話  |
| 10月4日 - 2007年3月28日        | 銀河鉄道物語 〜永遠への分岐点〜                                   | プラネットエンターテイメント                 | CBC            | 全26話  |
| 10月4日 - 2007年3月28日        | スーパーロボット大戦OG -ディバイン・ウォーズ-                     | OLM                                          | TXN            | 全26話  |
| 10月4日 - 2007年3月14日        | 蒼天の拳                                                          | A.P.P.P.                                     | EX             | 全26話  |
| 10月4日 - 2007年3月28日        | ネギま!?                                                          | ガンジス、シャフト                           | TX             | 全26話  |
| 10月4日 - 2007年3月28日        | 武装錬金                                                          | XEBEC                                        | TXN            | 全26話  |
| 10月4日 - 12月20日             | 夜明け前より瑠璃色な 〜Crescent Love〜                            | 童夢                                         | BS-i           | 全12話  |
| 10月5日 - 12月21日             | あさっての方向。                                                  | J.C.STAFF                                    | TBS            | 全12話  |
| 10月5日 - 2007年3月15日        | Kanon（第2作）                                                    | 京都アニメーション                           | BS-i           | 全24話  |
| 10月5日 - 12月21日             | Gift 〜ギフト〜 eternal rainbow                                   | OLM                                          | UHF            | 全13話  |
| 10月5日 - 12月21日             | 銀色のオリンシス                                                  | 東映アニメーション                           | ABC、NBN       | 全12話  |
| 10月5日 - 2007年3月29日        | コードギアス 反逆のルルーシュ                                     | サンライズ                                   | MBS            | 全25話  |
| 10月5日 - 2007年10月11日       | 人造昆虫カブトボーグ V×V                                          | G&G                                          | BSJ            | 全52話  |
| 10月5日 - 2007年3月15日        | すもももももも 〜地上最強のヨメ〜                                 | スタジオ雲雀                                 | EX             | 全24話  |
| 10月5日 - 12月21日             | 009-1                                                             | 石森エンタテインメント                       | TBS            | 全12話  |
| 10月5日 - 12月21日             | はぴねす!                                                         | アートランド                                 | UHF            | 全12話  |
| 10月5日 - 2007年3月29日        | 護くんに女神の祝福を!                                             | ZEXCS                                        | WOWOW          | 全24話  |
| 10月6日 - 12月22日             | くじびき♥アンバランス                                             | 亜細亜堂                                     | KIDS STATION   | 全12話  |
| 10月7日 - 12月23日             | 乙女はお姉さまに恋してる                                          | feel.                                        | UHF            | 全13話  |
| 10月7日 - 2010年9月25日        | 家庭教師ヒットマンREBORN!                                         | アートランド                                 | TX             | 全203話 |
| 10月7日 - 2007年9月29日        | サルゲッチュ 〜オンエアー〜 2nd                                   | XEBEC                                        | TX             | 全51話  |
| 10月7日 - 2007年4月7日         | 地獄少女 二籠                                                     | スタジオディーン                             | ANIMAX         | 全26話  |
| 10月7日 - 2007年9月29日        | 史上最強の弟子ケンイチ                                            | トムス・エンタテインメント                   | TX             | 全50話  |
| 10月7日 - 2007年3月31日        | 天保異聞 妖奇士                                                   | ボンズ                                       | MBS            | 全25話  |
| 10月7日 - 2007年9月29日        | ぷるるんっ!しずくちゃん                                           | トムス・エンタテインメント                   | TX             | 全51話  |
| 10月7日 - 2007年10月27日       | 流星のロックマン                                                  | XEBEC                                        | TX             | 全55話  |
| 10月8日（特別番組）            | 機動戦士ガンダムSEED DESTINY スペシャルエディションIII 運命の業火 | サンライズ                                   | MBS            |         |
| 10月12日 - 12月21日            | 働きマン                                                          | ぎゃろっぷ                                   | CX             | 全11話  |
| 10月14日 - 12月30日            | バーテンダー                                                      | パルムスタジオ                               | CX             | 全11話  |
| 10月15日 - 2007年9月30日       | 祝!(ハピ☆ラキ)ビックリマン                                        | 東映アニメーション                           | EX             | 全46話  |
| 10月16日 - 2008年2月11日       | 結界師                                                            | サンライズ                                   | YTV            | 全52話  |
| 11月1日 - 2007年2月14日        | 奏光のストレイン                                                  | スタジオ・ファンタジア                       | WOWOW          | 全13話  |
| 11月1日 - 2007年2月17日        | TOKYO TRIBE 2                                                     | マッドハウス                                 | WOWOW          | 全13話  |
| 11月19日 - 2007年1月21日       | RGBアドベンチャー                                                 | ACCプロダクション                            | BS-i           | 全8話   |
| 11月20日 - 12月29日            | うっかりペネロペ（第1期）                                         | 日本アニメーション                           | NHK教育        | 全28話  |
| 12月23日・12月24日（特別番組） | ウィンターガーデン（前編・後編）                                  | J.C.STAFF                                    | TBS            | 全1話   |
| 12月23日（特別番組）           | 白い恋人                                                          | シンエイ動画                                 | HTB            | 全1話   |
| 12月23日・12月24日（特別番組） | ローゼンメイデン オーベルテューレ（前編・後編）                   | ノーマッド                                   | TBS            | 全1話   |
| 12月28日 - 2007年3月23日       | ショートDEアニメ魂（短編アニメ）                                  | ウェッジホールディングス、デジタルハリウッド | UHF            | 全67話  |

1. 1 2 3 4 5 6 7  未放送1話含む
2. 1 2 3  未放送2話含む
3. ↑  蒼天スタジオ名義
4. ↑  同年の7月28日に放送された2話含む

## 2007年（平成19年）

### 2007年 1月 - 3月
| 開始日 - 終了日         | 作品名                                       | 制作会社                    | 主放送局・系列      | 話数    |
| ----------------------- | -------------------------------------------- | --------------------------- | ------------------- | ------- |
| 1月2日 - 3月27日        | ハローキティ りんごの森のミステリー          | サンリオ                    | TX                  | 全13話  |
| 1月4日 - 6月28日        | Saint October                                | スタジオコメット            | UHF                 | 全26話  |
| 1月5日 - 3月23日        | 京四郎と永遠の空                             | ティー・エヌ・ケー          | AT-X                | 全12話  |
| 1月6日 - 2008年3月29日  | デルトラクエスト                             | OLM                         | TVA                 | 全65話  |
| 1月6日 - 3月31日        | ひまわりっ!!                                 | アームス                    | UHF                 | 全13話  |
| 1月6日 - 6月30日        | メジャー（第3期）                            | スタジオ雲雀                | NHK教育             | 全26話  |
| 1月7日 - 3月25日        | がくえんゆーとぴあ まなびストレート!         | ufotable                    | TXN                 | 全13話  |
| 1月7日 - 3月25日        | SHUFFLE! MEMORIES                            | アスリード                  | UHF                 | 全12話  |
| 1月7日 - 3月25日        | MASTER of EPIC The AnimationAge              | パルムスタジオ、ゴンジーノ  | TXN                 | 全12話  |
| 1月7日 - 12月30日       | レ・ミゼラブル 少女コゼット（世界名作劇場）  | 日本アニメーション          | BSフジ              | 全52話  |
| 1月11日 - 3月29日       | Venus Versus Virus                           | スタジオ雲雀                | TBS                 | 全12話  |
| 1月11日 - 6月28日       | のだめカンタービレ                           | J.C.STAFF                   | CX                  | 全23話  |
| 1月11日 - 3月29日       | ひだまりスケッチ                             | シャフト                    | TBS                 | 全12話  |
| 1月13日 - 3月24日       | 月面兎兵器ミーナ                             | GONZO                       | CX                  | 全11話  |
| 1月13日 - 3月31日       | 恋する天使アンジェリーク 〜かがやきの明日〜  | サテライト                  | KIDS STATION        | 全12話  |
| 1月15日 - 3月26日       | ファイテンション☆デパート（短編アニメ+実写） | DLE                         | TX                  | 全11話  |
| 1月19日 - 4月20日       | 東京魔人學園剣風帖 龖                        | ビースタック、AICスピリッツ | ANIMAX              | 全14話  |
| 2月4日 - 2008年1月27日  | Yes!プリキュア5                              | 東映アニメーション          | ABC・EXほか         | 全49話  |
| 2月4日 - 2008年1月27日  | 古代王者 恐竜キング Dキッズ・アドベンチャー  | サンライズ                  | NBN                 | 全49話  |
| 2月9日 - 7月13日        | GR-GIANT ROBO-                               | A・C・G・T                  | スカイパーフェクTV! | 全13話  |
| 2月15日 - 5月10日       | 獣装機攻ダンクーガノヴァ                     | 葦プロダクション            | ANIMAX              | 全12話  |
| 2月15日 - 2017年3月23日 | NARUTO -ナルト- 疾風伝                       | ぴえろ                      | TX                  | 全500話 |
| 2月21日 - 5月17日       | ロケットガール                               | ムークDLE                   | WOWOW               | 全12話  |
| 2月26日 - 5月14日       | 一騎当千 Dragon Destiny                      | アームス                    | AT-X                | 全12話  |
| 3月3日 - 5月26日        | MOONLIGHT MILE -Lift off-                    | スタジオ雲雀                | WOWOW               | 全12話  |
| 3月3日 - 9月1日         | REIDEEN                                      | Production I.G              | WOWOW               | 全26話  |
| 3月28日 - 6月13日       | ひとひら                                     | XEBEC M2                    | AT-X                | 全12話  |

1. ↑  未放送1話含む
2. ↑  同シリーズでは1997年に放送された『家なき子レミ』以来、約10年ぶりの作品。

### 2007年 4月 - 6月
| 開始日 - 終了日            | 作品名                                     | 制作会社                                         | 主放送局・系列 | 話数    |
| -------------------------- | ------------------------------------------ | ------------------------------------------------ | -------------- | ------- |
| 4月1日 - 2008年3月30日     | おねがいマイメロディ すっきり♪             | スタジオコメット                                 | TVO            | 全52話  |
| 4月1日 - 2009年3月29日     | ゲゲゲの鬼太郎（第5作）                    | 東映アニメーション                               | CX             | 全100話 |
| 4月1日 - 9月30日           | 瀬戸の花嫁                                 | GONZO、AIC                                       | TXN            | 全26話  |
| 4月1日 - 9月30日           | 天元突破グレンラガン                       | GAINAX                                           | TX             | 全27話  |
| 4月1日 - 2008年3月30日     | ハヤテのごとく!                            | SynergySP                                        | TX             | 全52話  |
| 4月1日 - 9月30日           | ヒロイック・エイジ                         | XEBEC                                            | TXN            | 全26話  |
| 4月1日 - 9月23日           | 魔法少女リリカルなのはStrikerS             | セブン・アークス                                 | UHF            | 全26話  |
| 4月1日 - 2008年3月30日     | ロビーとケロビー                           | A-1 Pictures                                     | TVO            | 全52話  |
| 4月2日 - 9月24日           | アイドルマスター XENOGLOSSIA               | サンライズ                                       | TXN、UHF       | 全26話  |
| 4月2日 - 9月24日           | エル・カザド                               | ビィートレイン                                   | TX             | 全26話  |
| 4月2日 - 9月24日           | 桃華月憚                                   | スタジオディーン                                 | BS朝日、UHF    | 全26話  |
| 4月3日 - 6月26日           | ウエルベールの物語 〜Sisters of Wellber〜  | トランス・アーツ                                 | NBN            | 全13話  |
| 4月3日 - 9月25日           | 大江戸ロケット                             | マッドハウス                                     | UHF            | 全26話  |
| 4月3日 - 9月25日           | Over Drive                                 | XEBEC                                            | TXN            | 全26話  |
| 4月3日 - 9月25日           | キスダム -ENGAGE planet-                   | サテライト                                       | TXN            | 全27話  |
| 4月3日 - 9月25日           | CLAYMORE                                   | マッドハウス                                     | NTV            | 全26話  |
| 4月3日 - 6月26日           | この青空に約束を― 〜ようこそつぐみ寮へ〜   | アートランド                                     | UHF            | 全13話  |
| 4月3日 - 6月19日           | 神曲奏界ポリフォニカ                       | 銀画屋                                           | TBS            | 全12話  |
| 4月3日 - 9月25日           | シュガーバニーズ                           | サンリオ                                         | TX             | 全27話  |
| 4月3日 - 6月26日           | セイント・ビースト 〜光陰叙事詩天使譚〜    | 東京キッズ                                       | UHF            | 全13話  |
| 4月4日 - 9月26日           | 機神大戦ギガンティック・フォーミュラ       | ブレインズ・ベース                               | TX             | 全26話  |
| 4月4日 - 6月27日           | 巨人の星【特別篇】 父 一徹                 | 東京ムービー                                     | CS日本         | 全13話  |
| 4月4日 - 9月26日           | ながされて藍蘭島                           | feel.                                            | TXN            | 全26話  |
| 4月4日 - 9月26日           | ロミオ×ジュリエット                        | GONZO                                            | CBC            | 全24話  |
| 4月5日 - 9月27日           | 鋼鉄三国志                                 | ピクチャーマジック                               | TXN            | 全26話  |
| 4月5日 - 7月12日           | 鋼鉄神ジーグ                               | アクタス                                         | WOWOW          | 全13話  |
| 4月5日 - 6月28日           | The World of GOLDEN EGGS                   | PLUS heads inc.                                  | TOKYO MIX      | 全13話  |
| 4月5日 - 9月27日           | DARKER THAN BLACK -黒の契約者-             | ボンズ                                           | MBS            | 全26話  |
| 4月5日 - 2008年3月27日     | 爆丸 バトルブローラーズ                    | トムス・エンタテインメント、ジャパンヴィステック | TX             | 全52話  |
| 4月5日 - 5月17日           | やさいのようせい N.Y.SALAD（第1期）        | デジタル・メディア・ラボ                         | NHK教育        | 全26話  |
| 4月6日 - 9月28日           | かみちゃまかりん                           | サテライト                                       | TX             | 全26話  |
| 4月6日 - 6月30日           | シャイニング・ティアーズ・クロス・ウィンド | スタジオディーン                                 | UHF            | 全13話  |
| 4月6日 - 6月29日           | sola                                       | ノーマッド                                       | TXN、UHF       | 全15話  |
| 4月7日 - 9月29日           | 風の少女エミリー                           | トムス・エンタテインメント                       | NHK教育        | 全26話  |
| 4月7日 - 2008年3月8日      | 彩雲国物語（第2期）                        | マッドハウス                                     | NHK-BS2        | 全39話  |
| 4月7日 - 9月29日           | 精霊の守り人                               | Production I.G                                   | NHK-BS2        | 全26話  |
| 4月7日 - 9月22日           | 地球へ…                                    | 南町奉行所、東京キッズ                           | MBS            | 全24話  |
| 4月7日 - 2008年3月29日     | BLUE DRAGON                                | ぴえろ                                           | TX             | 全51話  |
| 4月7日 - 9月29日           | ラブ★コン                                  | 東映アニメーション                               | TBS            | 全24話  |
| 4月8日 - 9月30日           | ぼくらの                                   | GONZO                                            | UHF            | 全24話  |
| 4月8日 - 9月16日           | らき☆すた                                  | 京都アニメーション                               | UHF            | 全24話  |
| 4月9日 - 9月28日           | ゼロ デュエル・マスターズ                  | SynergySP                                        | TX             | 全12話  |
| 4月11日 - 9月19日          | 風のスティグマ                             | GONZO                                            | TXN、UHF       | 全24話  |
| 4月12日 - 9月27日          | おおきく振りかぶって                       | A-1 Pictures                                     | TBS、MBS       | 全25話  |
| 4月12日 - 9月27日          | 怪物王女                                   | マッドハウス                                     | TBS            | 全26話  |
| 4月14日 - 10月13日         | スパイダーライダーズ 〜よみがえる太陽〜    | ビィートレイン                                   | KIDS STATION   | 全26話  |
| 4月14日 - 10月13日         | チビナックス2.0                            |                                                  | STV            | 全25話  |
| 4月16日 - 7月2日           | 英國戀物語エマ 第二幕                      | 亜細亜堂                                         | UHF            | 全12話  |
| 4月28日 - 7月21日          | スカルマン                                 | ボンズ                                           | CX             | 全13話  |
| 5月3日・5月4日（特別番組） | アフロサムライ                             | GONZO                                            | WOWOW          | 全1話   |
| 5月12日 - 12月1日          | 電脳コイル                                 | マッドハウス                                     | NHK教育        | 全26話  |
| 6月11日 - 6月15日          | トレジャーガウスト                         | SynergySP                                        | TX             | 全5話   |
| 6月14日 - 9月6日           | Devil May Cry                              | マッドハウス                                     | WOWOW          | 全12話  |
| 6月15日 - 2008年9月        | 湾岸ミッドナイト                           | A・C・G・T                                       | CS             | 全26話  |
| 6月24日 - 9月23日          | 鉄子の旅                                   | グループ・タック                                 | ファミリー劇場 | 全13話  |

1. ↑  2008年10月19日に放送された1話と未放送1話含む
2. 1 2 3 4 5  未放送1話含む
3. ↑  未放送2話含む

### 2007年 7月 - 9月
| 開始日 - 終了日        | 作品名                                            | 制作会社                         | 主放送局・系列 | 話数   |
| ---------------------- | ------------------------------------------------- | -------------------------------- | -------------- | ------ |
| 7月2日 - 9月17日       | ななついろ★ドロップス                             | スタジオバルセロナ               | UHF            | 全12話 |
| 7月3日 - 9月25日       | ケンコー全裸系水泳部 ウミショー                   | アートランド                     | UHF            | 全13話 |
| 7月3日 - 9月18日       | CODE-E                                            | スタジオディーン                 | NBN            | 全12話 |
| 7月3日 - 9月11日       | School Days                                       | ティー・エヌ・ケー               | UHF            | 全12話 |
| 7月3日 - 9月11日       | ZOMBIE-LOAN                                       | XEBEC M2                         | EX             | 全13話 |
| 7月3日 - 9月18日       | ドージンワーク                                    | REMIC                            | UHF            | 全12話 |
| 7月3日 - 9月25日       | BUZZER BEATER（第2期）                            | トムス・エンタテインメント       | NTV            | 全13話 |
| 7月5日 - 12月27日      | スカイガールズ                                    | J.C.STAFF                        | UHF            | 全26話 |
| 7月5日 - 12月17日      | ひぐらしのなく頃に解                              | スタジオディーン                 | UHF            | 全24話 |
| 7月5日 - 10月4日       | ムシウタ                                          | ビートフロッグ                   | WOWOW          | 全12話 |
| 7月6日 - 9月28日       | はぴはぴクローバー                                | グループ・タック                 | KIDS STATION   | 全26話 |
| 7月6日 - 9月21日       | ぽてまよ                                          | J.C.STAFF                        | UHF            | 全12話 |
| 7月7日 - 9月22日       | さよなら絶望先生                                  | シャフト                         | UHF            | 全12話 |
| 7月7日 - 2008年3月29日 | ファイテンション☆スクール（短編アニメ+実写）      | テレビ東京                       | TX             | 総編集 |
| 7月8日 - 9月23日       | ゼロの使い魔 〜双月の騎士〜                       | J.C.STAFF                        | UHF            | 全12話 |
| 7月8日 - 9月23日       | もえたん                                          | アクタス                         | UHF            | 全13話 |
| 7月12日 - 9月27日      | モノノ怪                                          | 東映アニメーション               | CX             | 全12話 |
| 7月19日 - 10月12日     | シグルイ                                          | マッドハウス                     | WOWOW          | 全12話 |
| 7月26日 - 11月1日      | BACCANO! -バッカーノ!-                            | ブレインズ・ベース               | WOWOW          | 全16話 |
| 7月27日 - 10月12日     | 東京魔人學園剣風帖 龖 第弐幕                      | ビースタック、AICスピリッツ      | ANIMAX         | 全12話 |
| 7月27日（特別番組）    | ルパン三世 霧のエリューシヴ                       | テレコム・アニメーションフィルム | NTV            | 全1話  |
| 8月15日（特別番組）    | ふたつの胡桃                                      | シンエイ動画                     | EX             | 全1話  |
| 8月25日（特別番組）    | ミヨリの森                                        | 日本アニメーション               | CX             | 全1話  |
| 8月26日（特別番組）    | デッドガールズ                                    | GONZO                            | AT-X           | 全2話  |
| 8月31日（特別番組）    | DEATH NOTE 〜リライト・幻視する神〜               | マッドハウス                     | NTV            | 全1話  |
| 9月9日（特別番組）     | ポケモン不思議のダンジョン 時の探検隊・闇の探検隊 | OLM                              | TX             | 全1話  |
| 9月13日 - 12月13日     | MOONLIGHT MILE -Touch down-                       | スタジオ雲雀                     | WOWOW          | 全14話 |

1. ↑  未放送1話含む
2. ↑  未放送2話含む
3. ↑  全13回放送
4. ↑  未放送3話含む

### 2007年 10月 - 12月
| 開始日 - 終了日                | 作品名                                                             | 制作会社                                     | 主放送局・系列 | 話数   |
| ------------------------------ | ------------------------------------------------------------------ | -------------------------------------------- | -------------- | ------ |
| 10月1日 - 12月24日             | スケッチブック 〜full color's〜                                    | ハルフィルムメーカー                         | TXN            | 全13話 |
| 10月1日 - 12月24日             | D.C.II 〜ダ・カーポII〜                                            | feel.                                        | UHF            | 全13話 |
| 10月1日 - 2008年3月31日        | バンブーブレード                                                   | AIC ASTA                                     | TXN            | 全26話 |
| 10月2日 - 2008年4月1日         | 逆境無頼カイジ Ultimate Survivor                                   | マッドハウス                                 | NTV            | 全26話 |
| 10月2日 - 2008年3月25日        | 素敵探偵ラビリンス                                                 | スタジオディーン                             | TXN            | 全25話 |
| 10月2日 - 12月25日             | ナイトウィザード The ANIMATION                                     | ハルフィルムメーカー                         | UHF            | 全13話 |
| 10月2日 - 2008年3月25日        | ハローキティ りんごの森とパラレルタウン                            | サンリオ                                     | TX             | 全27話 |
| 10月2日 - 12月25日             | BLUE DROP 〜天使達の戯曲〜                                         | ビースタック、旭プロダクション               | UHF            | 全13話 |
| 10月2日 - 12月25日             | Myself ; Yourself                                                  | 動画工房                                     | UHF            | 全13話 |
| 10月2日 - 2008年3月25日        | 魔人探偵脳噛ネウロ                                                 | マッドハウス                                 | NTV            | 全25話 |
| 10月2日 - 2008年3月25日        | もっけ                                                             | マッドハウス、手塚プロダクション             | NBN            | 全26話 |
| 10月3日 - 12月19日             | ご愁傷さま二ノ宮くん                                               | AICスピリッツ                                | TXN、UHF       | 全12話 |
| 10月3日 - 2008年3月26日        | ドラゴノーツ -ザ・レゾナンス-                                      | GONZO                                        | TXN            | 全26話 |
| 10月4日 - 2008年3月27日        | CLANNAD                                                            | 京都アニメーション                           | TBS            | 全24話 |
| 10月4日 - 2008年3月27日        | 灼眼のシャナII -Second-                                            | J.C.STAFF                                    | MBS            | 全24話 |
| 10月4日 - 2008年3月27日        | 逮捕しちゃうぞ フルスロットル                                      | スタジオディーン                             | TBS            | 全24話 |
| 10月6日 - 12月22日             | ef - a tale of memories.                                           | シャフト                                     | UHF            | 全12話 |
| 10月6日 - 2008年3月29日        | 機動戦士ガンダム00（第1期）                                        | サンライズ                                   | MBS            | 全25話 |
| 10月6日 - 2008年3月16日        | キミキス pure rouge                                                | J.C.STAFF                                    | JNN、UHF       | 全25話 |
| 10月6日 - 2008年9月27日        | しゅごキャラ!                                                      | サテライト                                   | TX             | 全51話 |
| 10月6日 - 2008年3月29日        | デュエル・マスターズ ゼロ                                          | 小学館ミュージック&デジタル エンタテイメント | TX             | 全25話 |
| 10月6日 - 12月22日             | 天才? Dr.ハマックス                                                | トランス・アーツ                             | ファミリー劇場 | 全12話 |
| 10月6日 - 2008年9月27日        | まめうしくん                                                       | トムス・エンタテインメント                   | UHF            | 全52話 |
| 10月7日 - 12月                 | The World of GOLDEN EGGS SEASON2                                   | PLUS heads inc.                              | KIDS STATION   | 全13話 |
| 10月7日 - 2008年3月30日        | 獣神演武 -HERO TALES-                                              | スタジオフラッグ                             | TXN            | 全26話 |
| 10月7日 - 2008年10月5日        | はたらキッズ マイハム組                                            | 東映アニメーション                           | EX             | 全50話 |
| 10月7日 - 12月23日             | PRISM ARK                                                          | フロントライン                               | UHF            | 全12話 |
| 10月7日 - 2008年9月28日        | ぷるるんっ!しずくちゃん あはっ☆                                    | トムス・エンタテインメント                   | TX             | 全51話 |
| 10月7日 - 12月30日             | みなみけ                                                           | 童夢                                         | TXN            | 全13話 |
| 10月7日 - 2008年3月30日        | メイプルストーリー                                                 | マッドハウス                                 | TX             | 全25話 |
| 10月7日 - 2008年1月6日         | やっとかめ探偵団                                                   | エー・シー・エス、ノーサイド                 | TVA            | 全13話 |
| 10月7日 - 2008年3月23日        | レンタルマギカ                                                     | ZEXCS                                        | UHF            | 全24話 |
| 10月11日- 12月27日             | こどものじかん                                                     | スタジオバルセロナ                           | UHF            | 全12話 |
| 10月11日 - 12月20日            | もやしもん                                                         | 白組、テレコム・アニメーションフィルム       | CX             | 全11話 |
| 10月12日 - 12月28日            | げんしけん2                                                        | アームス                                     | KIDS STATION   | 全12話 |
| 10月13日 - 2008年3月22日       | しおんの王                                                         | スタジオディーン                             | CX             | 全22話 |
| 10月18日 - 2008年4月3日        | 神霊狩/GHOST HOUND                                                 | Production I.G                               | WOWOW          | 全22話 |
| 10月18日（特別番組）           | ひだまりスケッチ 特別編                                            | シャフト                                     | BS-i           | 全2話  |
| 10月20日 - 2008年1月26日       | 一期一会 恋バナ友バナ                                              | フォーサム                                   | KIDS STATION   | 全13話 |
| 11月3日 - 2008年3月29日        | 流星のロックマン トライブ                                          | XEBEC                                        | TX             | 全21話 |
| 11月5日 - 2008年5月5日         | ボノロン 〜不思議な森のいいつたえ〜                                | アクタス                                     | KIDS STATION   | 全26話 |
| 11月10日 - 2008年2月9日        | エレキング the Animation                                           | 瑞鷹                                         | KIDS STATION   | 全13話 |
| 11月12日・11月19日（特別番組） | 金田一少年の事件簿「オペラ座館・最後の殺人」「吸血鬼伝説殺人事件」 | 東映アニメーション                           | YTV            | 全2話  |
| 11月25日（特別番組）           | ゆめだまや奇談                                                     | Production I.G                               | ANIMAX         | 全1話  |
| 12月1日 - 2008年2月16日        | さぁイコー! たまごっち                                             | OLM                                          | BS11           | 全12話 |
| 12月8日（特別番組）            | ああっ女神さまっ 闘う翼                                            | AIC                                          | TBS            | 全1話  |
| 12月12日 - 2008年2月27日       | AYAKASHI                                                           | 東京キッズ                                   | AT-X           | 全12話 |
| 12月28日（特別番組）           | 遙かなる時空の中で3 紅の月                                         | ゆめ太カンパニー                             | KIDS STATION   | 全1話  |

1. ↑  未放送2話含む
2. 1 2 3 4  未放送1話含む

## 2008年（平成20年）

### 2008年 1月 - 3月
| 開始日 - 終了日         | 作品名                                               | 制作会社                   | 主放送局・系列 | 話数    |
| ----------------------- | ---------------------------------------------------- | -------------------------- | -------------- | ------- |
| 1月1日 - 3月25日        | ウエルベールの物語 〜Sisters of Wellber〜 第二幕     | トランス・アーツ           | UHF            | 全13話  |
| 1月3日 - 3月20日        | H2O -FOOTPRINTS IN THE SAND-                         | ZEXCS                      | UHF            | 全12話  |
| 1月3日 - 3月27日        | ロザリオとバンパイア                                 | GONZO                      | UHF、TXN       | 全13話  |
| 1月4日 - 3月7日         | 破天荒遊戯                                           | スタジオディーン           | UHF            | 全10話  |
| 1月5日 - 3月29日        | 君が主で執事が俺で                                   | A・C・G・T                 | UHF            | 全13話  |
| 1月5日 - 3月22日        | シゴフミ                                             | J.C.STAFF                  | UHF            | 全13話  |
| 1月5日 - 12月27日       | 全力ウサギ                                           | トムス・エンタテインメント | UHF            | 全52話  |
| 1月5日 - 3月29日        | 【俗・】さよなら絶望先生                             | シャフト                   | UHF            | 全13話  |
| 1月5日 - 3月29日        | true tears                                           | P.A.WORKS                  | UHF            | 全13話  |
| 1月5日 - 6月28日        | PERSONA -trinity soul-                               | A-1 Pictures               | UHF            | 全26話  |
| 1月5日 - 6月28日        | メジャー（第4期）                                    | SynergySP                  | NHK教育        | 全26話  |
| 1月6日 - 12月28日       | ポルフィの長い旅（世界名作劇場）                     | 日本アニメーション         | BSフジ         | 全52話  |
| 1月6日 - 3月30日        | みなみけ おかわり                                    | アスリード                 | TXN            | 全13話  |
| 1月7日 - 3月31日        | ARIA The ORIGINATION                                 | ハルフィルムメーカー       | TX             | 全14話  |
| 1月7日 - 3月31日        | GUNSLINGER GIRL -IL TEATRINO-                        | アートランド               | UHF            | 全15話  |
| 1月8日 - 3月25日        | 狼と香辛料                                           | IMAGIN                     | UHF            | 全13話  |
| 1月9日 - 3月26日        | のらみみ                                             | トムス・エンタテインメント | CBC            | 全12話  |
| 1月10日 - 3月20日       | 墓場鬼太郎                                           | 東映アニメーション         | CX             | 全11話  |
| 1月14日 - 3月7日        | もえがく★5（アニメ+実写）                            | AICスピリッツ              | BSフジ         | 全8話   |
| 1月14日 - 2009年9月27日 | ヤッターマン                                         | タツノコプロ               | YTV            | 全62話  |
| 1月18日 - 8月22日       | ユメミル、アニメ onちゃん                            | エッグ                     | HTB            | 全26話  |
| 2月3日 - 2009年1月25日  | Yes!プリキュア5GoGo!                                 | 東映アニメーション         | ABC・EXほか    | 全48話  |
| 2月3日 - 8月31日        | 古代王者 恐竜キング Dキッズ・アドベンチャー 翼竜伝説 | サンライズ                 | NBN            | 全30話  |
| 2月3日 - 7月6日         | Mnemosyne -ムネモシュネの娘たち-                     | XEBEC                      | AT-X           | 全6話   |
| 3月14日 - 3月28日       | BUS GAMER                                            | スタジオイゼナ             | UHF            | 全3話   |
| 3月17日 - 6月2日        | 増田こうすけ劇場 ギャグマンガ日和3                   | スタジオディーン           | KIDS STATION   | 全12話  |
| 3月31日 - 9月26日       | チーズスイートホーム                                 | マッドハウス               | TX             | 全104話 |

1. 1 2 3  未放送1話含む
2. ↑  未放送2話含む
3. ↑  限定版2話含む

### 2008年 4月 - 6月
| 開始日 - 終了日         | 作品名                                                | 制作会社                                     | 主放送局・系列              | 話数    |
| ----------------------- | ----------------------------------------------------- | -------------------------------------------- | --------------------------- | ------- |
| 4月1日 - 9月30日        | シュガーバニーズ ショコラ!                            | サンリオ                                     | TX                          | 全27話  |
| 4月2日 - 2011年3月30日  | 遊☆戯☆王5D's                                          | ぎゃろっぷ                                   | TX                          | 全154話 |
| 4月2日 - 2009年3月25日  | リトル・チャロ                                        | Spooky graphic                               | NHK総合、NHK教育            | 全50話  |
| 4月3日 - 10月2日        | アリソンとリリア                                      | マッドハウス                                 | NHK-BS2                     | 全26話  |
| 4月3日 - 6月19日        | 紅 KURENAI                                            | ブレインズ・ベース                           | UHF                         | 全12話  |
| 4月3日 - 2009年2月19日  | 今日から㋮王!（第3期）                                | スタジオディーン                             | NHK-BS2                     | 全39話  |
| 4月3日 - 9月25日        | To LOVEる -とらぶる-                                  | XEBEC                                        | TBS                         | 全26話  |
| 4月3日 - 6月26日        | xxxHOLiC◆継                                           | Production I.G                               | TBS                         | 全13話  |
| 4月3日 - 9月25日        | マクロスF                                             | サテライト                                   | MBS                         | 全25話  |
| 4月4日 - 6月27日        | あまつき                                              | スタジオディーン                             | UHF                         | 全13話  |
| 4月4日 - 9月26日        | イタズラなKiss                                        | トムス・エンタテインメント                   | CBC                         | 全25話  |
| 4月4日 - 2009年3月27日  | きらりん☆レボリューション STAGE3                      | SynergySP                                    | TX                          | 全51話  |
| 4月4日 - 6月20日        | ドルアーガの塔 〜the Aegis of URUK〜                  | GONZO                                        | UHF                         | 全13話  |
| 4月5日 - 9月20日        | Attacked kuma3                                        | RADIX MOBANIMATION                           | YTV                         | 全37話  |
| 4月5日 - 6月21日        | かのこん                                              | XEBEC                                        | AT-X                        | 全12話  |
| 4月5日 - 6月21日        | 仮面のメイドガイ                                      | マッドハウス                                 | UHF                         | 全12話  |
| 4月5日 - 6月28日        | D.C.II S.S. 〜ダ・カーポII セカンドシーズン〜         | feel.                                        | UHF                         | 全13話  |
| 4月5日 - 2010年3月27日  | デュエル・マスターズ クロス                           | 小学館ミュージック&デジタル エンタテイメント | TX                          | 全100話 |
| 4月5日 - 2009年3月28日  | ファイテンション☆テレビ（短編アニメ+実写）            | テレビ東京                                   | TX                          | 総編集  |
| 4月5日 - 9月27日        | BLASSREITER                                           | GONZO                                        | UHF                         | 全24話  |
| 4月5日 - 2009年3月28日  | BLUE DRAGON 天界の七竜                                | ぴえろ                                       | TX                          | 全51話  |
| 4月5日 - 2010年3月28日  | ペンギンの問題                                        | 小学館ミュージック&デジタル エンタテイメント | TX                          | 全102話 |
| 4月5日 - 5月31日        | Rocket! ぼくらを月につれてって 新・月世界旅行         | トランス・アーツ                             | サイエンスチャンネル        | 全5話   |
| 4月6日 - 2009年3月29日  | おねがい♪マイメロディ きららっ★                       | スタジオコメット                             | TVO                         | 全52話  |
| 4月6日 - 9月28日        | コードギアス 反逆のルルーシュ R2                      | サンライズ                                   | MBS                         | 全25話  |
| 4月6日 - 9月14日        | S・A 〜スペシャル・エー〜                             | GONZO、AIC                                   | UHF                         | 全24話  |
| 4月6日 - 2009年3月29日  | 絶対可憐チルドレン                                    | SynergySP                                    | TX                          | 全51話  |
| 4月6日 - 9月28日        | 隠の王                                                | J.C.STAFF                                    | TXN、KIDS STATION           | 全26話  |
| 4月6日 - 6月29日        | ネオ アンジェリーク Abyss                             | ゆめ太カンパニー                             | TXN                         | 全13話  |
| 4月6日 - 2009年3月29日  | ネットゴーストPIPOPA                                  | スタジオ雲雀                                 | TX                          | 全51話  |
| 4月6日 - 9月17日        | 我が家のお稲荷さま。                                  | ZEXCS                                        | UHF                         | 全24話  |
| 4月7日 - 6月30日        | ヴァンパイア騎士                                      | スタジオディーン                             | TXN                         | 全13話  |
| 4月7日 - 2009年3月30日  | ソウルイーター                                        | ボンズ                                       | TX                          | 全51話  |
| 4月7日 - 2010年3月29日  | はっけん たいけん だいすき! しまじろう（アニメ+実写） | アゼータ・ピクチャーズ                       | TSC                         | 全101話 |
| 4月7日 - 6月30日        | ファイアボール                                        | ジーニーズアニメーションスタジオ             | UHF、ディズニー・チャンネル | 全13話  |
| 4月7日 - 9月29日        | モノクローム・ファクター                              | A・C・G・T                                   | TXN                         | 全24話  |
| 4月8日 - 9月30日        | RD 潜脳調査室                                         | Production I.G                               | NTV                         | 全26話  |
| 4月8日 - 2010年3月30日  | うちの3姉妹                                           | 東映アニメーション、STUDIO ANIMAL            | TX                          | 全102話 |
| 4月8日 - 6月24日        | クリスタル ブレイズ                                   | スタジオ・ファンタジア                       | UHF                         | 全12話  |
| 4月8日 - 9月30日        | 秘密 -The Revelation-                                 | マッドハウス                                 | NTV                         | 全26話  |
| 4月10日 - 7月24日       | カイバ                                                | マッドハウス                                 | WOWOW                       | 全12話  |
| 4月10日 - 6月26日       | 純情ロマンチカ                                        | スタジオディーン                             | UHF                         | 全12話  |
| 4月11日 - 2009年3月27日 | ゴルゴ13                                              | アンサー・スタジオ                           | TX                          | 全50話  |
| 4月11日 - 6月27日       | 図書館戦争                                            | Production I.G                               | CX                          | 全13話  |
| 4月12日 - 10月4日       | 狂乱家族日記                                          | ノーマッド                                   | UHF                         | 全26話  |
| 4月12日 - 9月27日       | 二十面相の娘                                          | ボンズ、テレコム・アニメーションフィルム     | CX                          | 全22話  |
| 4月12日 - 9月27日       | 忍者玉丸                                              | トマソン                                     | ファミリー劇場              | 全26話  |
| 4月21日 - 9月29日       | いつもわがままガマ王子                                | DLE                                          | TX                          | 全17話  |
| 5月5日 - 6月27日        | やさいのようせい N.Y.SALAD（第2期）                   | デジタル・メディア・ラボ                     | NHK教育                     | 全26話  |
| 6月2日 - 11月24日       | ロボディーズ -RoboDz- 風雲篇                          | 東映アニメーション                           | トゥーン・ディズニー        | 全26話  |
| 6月3日 - 11月18日       | チビナックス シーズン3                                | CREATIVE OFFICE CUE、電通北海道              | STV                         | 全25話  |
| 6月11日 - 8月27日       | 一騎当千 Great Guardians                              | アームス                                     | AT-X                        | 全12話  |
| 6月21日 - 12月20日      | テレパシー少女 蘭                                     | トムス・エンタテインメント                   | NHK教育                     | 全26話  |
| 6月30日 - 12月22日      | なぜ? どうして? がおがおぶーっ!                       | スリー・ディ                                 | NHK教育                     | 全26話  |

1. 1 2  未放送1話含む
2. ↑  「裏1話」含む
3. ↑  総集編含む

### 2008年 7月 - 9月
| 開始日 - 終了日       | 作品名                                                   | 制作会社                                     | 主放送局・系列  | 話数   |
| --------------------- | -------------------------------------------------------- | -------------------------------------------- | --------------- | ------ |
| 7月1日 - 9月16日      | ウルトラヴァイオレット コード044                         | マッドハウス                                 | ANIMAX、BS11    | 全12話 |
| 7月2日 - 9月24日      | スレイヤーズREVOLUTION                                   | J.C.STAFF                                    | TXN             | 全13話 |
| 7月2日 - 9月17日      | セキレイ                                                 | セブン・アークス                             | UHF             | 全12話 |
| 7月2日 - 9月24日      | 魔法遣いに大切なこと 〜夏のソラ〜                        | ハルフィルムメーカー                         | EX              | 全12話 |
| 7月3日 - 12月25日     | スケアクロウマン                                         | トムス・エンタテインメント                   | UHF             | 全26話 |
| 7月3日 - 9月22日      | ストライクウィッチーズ                                   | GONZO                                        | UHF             | 全12話 |
| 7月3日 - 9月18日      | 西洋骨董洋菓子店 〜アンティーク〜                        | 日本アニメーション、白組                     | CX              | 全12話 |
| 7月3日 - 9月25日      | ひだまりスケッチ×365                                     | シャフト                                     | TBS             | 全14話 |
| 7月4日 - 9月26日      | 鉄腕バーディー DECODE                                    | A-1 Pictures                                 | UHF             | 全13話 |
| 7月5日（特別番組）    | タカネの自転車                                           | A-1 Pictures                                 | ANIMAX          | 全1話  |
| 7月5日 - 9月27日      | 薬師寺涼子の怪奇事件簿                                   | 動画工房                                     | UHF             | 全13話 |
| 7月6日 - 9月21日      | ゼロの使い魔 〜三美姫の輪舞〜                            | J.C.STAFF                                    | UHF             | 全13話 |
| 7月6日 - 9月28日      | ネオ アンジェリーク Abyss -Second Age-                   | ゆめ太カンパニー                             | TXN             | 全13話 |
| 7月7日 - 7月11日      | チョロQデッキシステム Qファイターズ!                     | 小学館ミュージック&デジタル エンタテイメント | TXN             | 全5話  |
| 7月7日 - 9月29日      | 夏目友人帳                                               | ブレインズ・ベース                           | TXN             | 全13話 |
| 7月7日 - 9月22日      | Mission-E                                                | スタジオディーン                             | UHF             | 全12話 |
| 7月7日 - 9月29日      | WORLD DESTRUCTION -世界撲滅の六人-                       | Production I.G                               | TXN             | 全13話 |
| 7月8日 - 9月23日      | 恋姫†無双                                                | 動画工房                                     | UHF             | 全12話 |
| 7月13日 - 12月28日    | 無限の住人                                               | ビィートレイン                               | AT-X            | 全13話 |
| 7月14日 - 9月29日     | 乃木坂春香の秘密                                         | ディオメディア                               | YTV             | 全12話 |
| 7月25日（特別番組）   | ルパン三世 sweet lost night 〜魔法のランプは悪夢の予感〜 | トムス・エンタテインメント                   | NTV             | 全1話  |
| 8月15日（特別番組）   | キクちゃんとオオカミ                                     | シンエイ動画                                 | EX              | 全1話  |
| 8月22日（特別番組）   | DEATH NOTE 〜リライト2 Lを継ぐ者〜                       | マッドハウス                                 | NTV             | 全1話  |
| 9月6日 - 12月13日     | Little Village People                                    | ブロードマークス                             | MTV             | 全15話 |
| 9月7日 - 2009年9月6日 | バトルスピリッツ 少年突破バシン                          | サンライズ                                   | NBN             | 全50話 |
| 9月13日 - 9月14日     | マッハガール                                             | スタジオロン                                 | Cartoon Network | 全26話 |

1. 1 2  未放送1話含む

### 2008年 10月 - 12月
| 開始日 - 終了日          | 作品名                                | 制作会社                       | 主放送局・系列       | 話数    |
| ------------------------ | ------------------------------------- | ------------------------------ | -------------------- | ------- |
| 10月1日 - 3月18日        | キャシャーン Sins                     | マッドハウス                   | UHF                  | 全24話  |
| 10月1日 - 2009年3月25日  | とらドラ!                             | J.C.STAFF                      | TXN                  | 全25話  |
| 10月1日 - 12月17日       | のらみみ2                             | トムス・エンタテインメント     | CBC                  | 全12話  |
| 10月1日 - 12月24日       | ヒャッコ                              | 日本アニメーション             | TXN                  | 全13話  |
| 10月1日 - 12月24日       | ロザリオとバンパイア CAPU2            | GONZO                          | TXN、UHF             | 全13話  |
| 10月2日 - 12月18日       | あかね色に染まる坂                    | ティー・エヌ・ケー             | UHF                  | 全12話  |
| 10月2日 - 2009年3月26日  | CLANNAD 〜AFTER STORY〜               | 京都アニメーション             | TBS                  | 全25話  |
| 10月2日 - 2009年3月26日  | 黒執事                                | A-1 Pictures                   | MBS                  | 全25話  |
| 10月2日 - 12月25日       | 屍姫 赫                               | GAINAX、feel.                  | AT-X、UHF            | 全13話  |
| 10月2日 - 12月25日       | 北斗の拳 ラオウ外伝 天の覇王          | サテライト                     | TXN、UHF             | 全13話  |
| 10月2日 - 12月18日       | 夜桜四重奏 〜ヨザクラカルテット〜     | ノーマッド                     | TBS                  | 全12話  |
| 10月3日 - 2009年3月20日  | 鉄のラインバレル                      | GONZO                          | CBC                  | 全26話  |
| 10月3日 - 2009年3月27日  | 天体戦士サンレッド（第1期）           | AIC ASTA                       | UHF                  | 全26話  |
| 10月3日 - 12月19日       | ネットミラクルショッピング            |                                | MBS                  | 全12話  |
| 10月4日 - 12月27日       | かんなぎ                              | A-1 Pictures                   | UHF                  | 全14話  |
| 10月4日 - 2009年4月4日   | 地獄少女 三鼎                         | スタジオディーン               | TOKYO MX             | 全26話  |
| 10月4日 - 2009年9月26日  | しゅごキャラ!!どきっ                  | サテライト                     | TX                   | 全51話  |
| 10月4日 - 12月27日       | 絶対やれるギリシャ神話（アニメ+実写） | A-1 Pictures、ノーサイド       | NTV                  | 全13話  |
| 10月4日 - 2009年3月28日  | テイルズ オブ ジ アビス               | サンライズ                     | MBS                  | 全26話  |
| 10月5日 - 2011年4月27日  | イナズマイレブン                      | OLM                            | TX                   | 全127話 |
| 10月5日 - 12月21日       | 喰霊-零-                              | アスリード、AICスピリッツ      | UHF                  | 全12話  |
| 10月5日 - 2009年3月29日  | 機動戦士ガンダム00（第2期）           | サンライズ                     | MBS                  | 全25話  |
| 10月5日 - 12月28日       | 今日の5の2                            | XEBEC                          | TXN                  | 全13話  |
| 10月5日 - 2009年3月29日  | スキップ・ビート!                     | ハルフィルムメーカー           | TXN                  | 全25話  |
| 10月5日 - 12月21日       | まかでみ・WAっしょい!                 | ZEXCS                          | UHF                  | 全12話  |
| 10月5日 - 2009年9月27日  | ライブオン CARDLIVER 翔               | トムス・エンタテインメント     | TX                   | 全51話  |
| 10月6日 - 12月29日       | ヴァンパイア騎士 Guilty               | スタジオディーン               | TXN                  | 全13話  |
| 10月6日 - 12月22日       | ef - a tale of melodies.              | シャフト                       | UHF                  | 全12話  |
| 10月6日 - 12月22日       | ケメコデラックス!                     | ハルフィルムメーカー           | YTV                  | 全12話  |
| 10月6日 - 12月22日       | 美肌一族                              | オムニバス・ジャパン           | TX                   | 全12話  |
| 10月7日 - 12月23日       | 黒塚 KUROZUKA                         | マッドハウス                   | ANIMAX、BS11         | 全12話  |
| 10月7日 - 12月23日       | 伯爵と妖精                            | アートランド                   | UHF                  | 全12話  |
| 10月7日 - 12月30日       | 魍魎の匣                              | マッドハウス                   | NTV                  | 全13話  |
| 10月7日 - 2009年3月31日  | ONE OUTS -ワンナウツ-                 | マッドハウス                   | NTV                  | 全25話  |
| 10月8日 - 2009年3月25日  | スティッチ!                           | マッドハウス                   | TX                   | 全26話  |
| 10月9日 - 2009年3月26日  | TYTANIA -タイタニア-                  | アートランド                   | NHK-BS2              | 全26話  |
| 10月9日 - 2009年3月19日  | とある魔術の禁書目録                  | J.C.STAFF                      | AT-X                 | 全24話  |
| 10月9日 - 12月18日       | のだめカンタービレ 巴里編             | J.C.STAFF                      | CX                   | 全11話  |
| 10月11日 - 12月27日      | 純情ロマンチカ2                       | スタジオディーン               | UHF                  | 全12話  |
| 10月12日 - 2009年9月27日 | ねぎぼうずのあさたろう                | 東映アニメーション             | EX                   | 全48話  |
| 10月14日 - 2009年1月6日  | CHAOS;HEAD                            | マッドハウス                   | KIDS STATION         | 全12話  |
| 10月15日 - 2009年3月18日 | ミチコとハッチン                      | マングローブ                   | CX                   | 全22話  |
| 11月22日 - 2009年2月     | お茶犬 緑っとものがたり               | フォーサム                     | KIDS STATION         | 全13話  |
| 12月19日 - 2009年6月26日 | Peeping Life                          | コミックス・ウェーブ・フィルム | BS朝日、KIDS STATION | 全10話  |

1. 1 2 3 4  未放送1話含む
2. ↑  未放送2話含む

## 2009年（平成21年）

### 2009年 1月 - 3月
| 開始日 - 終了日         | 作品名                                            | 制作会社                                       | 主放送局・系列 | 話数    |
| ----------------------- | ------------------------------------------------- | ---------------------------------------------- | -------------- | ------- |
| 1月1日 - 3月26日        | 屍姫 玄                                           | GAINAX、feel.                                  | AT-X、UHF      | 全13話  |
| 1月3日 - 3月28日        | アキカン!                                         | ブレインズ・ベース                             | BS11           | 全12話  |
| 1月3日 - 3月28日        | WHITE ALBUM（第1期）                              | セブン・アークス                               | UHF            | 全13話  |
| 1月3日 - 3月28日        | マリア様がみてる（第4期）                         | スタジオディーン                               | AT-X、UHF      | 全13話  |
| 1月4日 - 3月29日        | みなみけ おかえり                                 | アスリード                                     | TXN            | 全13話  |
| 1月5日 - 3月30日        | 続 夏目友人帳                                     | ブレインズ・ベース                             | TXN            | 全13話  |
| 1月5日 - 6月29日        | 宇宙をかける少女                                  | サンライズ                                     | TX             | 全26話  |
| 1月6日 - 3月24日        | VIPER'S CREED                                     | AICスピリッツ、デジタル・フロンティア          | ANIMAX、BS11   | 全12話  |
| 1月6日 - 6月30日        | はじめの一歩 New Challenger                       | マッドハウス                                   | NTV            | 全26話  |
| 1月8日 - 3月26日        | 明日のよいち!                                     | AIC                                            | TBS            | 全12話  |
| 1月8日 - 6月18日        | 黒神 The Animation                                | サンライズ                                     | EX             | 全25話  |
| 1月8日 - 3月26日        | ドルアーガの塔 〜the Sword of URUK〜              | GONZO                                          | UHF            | 全12話  |
| 1月8日 - 3月26日        | まりあ†ほりっく                                   | シャフト                                       | AT-X           | 全12話  |
| 1月9日 - 3月27日        | 鉄腕バーディー DECODE:02                          | A-1 Pictures                                   | UHF            | 全12話  |
| 1月10日 - 6月24日       | エグザムライ戦国                                  | トムス・エンタテインメント                     | NTV            | 全24話  |
| 1月10日 - 12月26日      | クプ〜!!まめゴマ!                                 | トムス・エンタテインメント                     | TVK            | 全51話  |
| 1月10日 - 12月26日      | 獣の奏者 エリン                                   | Production I.G、トランス・アーツ               | NHK教育        | 全50話  |
| 1月10日 - 6月20日       | 鋼殻のレギオス                                    | ZEXCS                                          | UHF            | 全24話  |
| 1月10日 - 6月27日       | メジャー（第5期）                                 | SynergySP                                      | NHK教育        | 全25話  |
| 1月11日 - 3月29日       | RIDEBACK                                          | マッドハウス                                   | UHF            | 全12話  |
| 1月12日 - 4月6日        | スレイヤーズEVOLUTION-R                           | J.C.STAFF                                      | AT-X           | 全13話  |
| 1月13日 - 3月10日       | 空を見上げる少女の瞳に映る世界                    | 京都アニメーション                             | UHF            | 全9話   |
| 1月13日 - 12月27日      | 夢をかなえるゾウ                                  | スタジオディーン                               | TBS            | 全12話  |
| 1月14日 - 3月           | さくらんBOY DT                                    | 芸者東京エンターテイメント                     | SAY            | 全11話  |
| 1月15日 - 3月26日       | 源氏物語千年紀 Genji                              | トムス・エンタテインメント、手塚プロダクション | CX             | 全11話  |
| 1月23日 - 8月14日       | 京浜家族                                          | 蛙男商会                                       | TVK            | 全32話  |
| 2月1日 - 2010年1月31日  | フレッシュプリキュア!                             | 東映アニメーション                             | ABC・EXほか    | 全50話  |
| 3月26日（特別番組）     | 金色のコルダ〜secondo passo〜「第1楽章」          | ゆめ太カンパニー                               | KIDS STATION   | 全1話   |
| 3月27日（特別番組）     | ルパン三世VS名探偵コナン                          | トムス・エンタテインメント                     | NTV、YTV       | 全1話   |
| 3月30日 - 2013年3月29日 | クッキンアイドル アイ!マイ!まいん!（アニメ+実写） | NAS                                            | NHK教育        | 全400話 |
| 3月30日 - 9月25日       | チーズスイートホーム あたらしいおうち             | マッドハウス                                   | TX             | 全104話 |
| 3月31日 - 2010年3月23日 | マリー&ガリー                                     | 東映アニメーション                             | NHK教育        | 全40話  |

1. ↑  未放送1話含む
2. ↑  特別編1話と未放送1話含む
3. ↑  未放送2話含む

### 2009年 4月 - 6月
| 開始日 - 終了日         | 作品名                                                         | 制作会社                                            | 主放送局・系列 | 話数    |
| ----------------------- | -------------------------------------------------------------- | --------------------------------------------------- | -------------- | ------- |
| 4月1日 - 2010年3月30日  | キャラディのジョークな毎日                                     | 世界のジョーク研究室                                | UHF            | 全365話 |
| 4月1日 - 6月17日        | 戦国BASARA                                                     | Production I.G                                      | CBC、MBS       | 全13話  |
| 4月1日 - 2012年3月25日  | 毎日かあさん                                                   | ぎゃろっぷ、同友アニメーション、TYOアニメーションズ | TX             | 全142話 |
| 4月2日 - 6月25日        | アスラクライン                                                 | セブン・アークス                                    | AT-X、UHF      | 全13話  |
| 4月2日 - 6月26日        | クイーンズブレイド 流浪の戦士                                  | アームス                                            | AT-X           | 全12話  |
| 4月2日 - 6月25日        | けいおん!                                                      | 京都アニメーション                                  | TBS            | 全14話  |
| 4月2日 - 10月8日        | 涼宮ハルヒの憂鬱（再放送+新作）                                | 京都アニメーション                                  | UHF            | 全28話  |
| 4月2日 - 10月1日        | バスカッシュ!                                                  | サテライト                                          | MBS            | 全26話  |
| 4月2日 - 9月24日        | PandoraHearts                                                  | XEBEC                                               | TBS            | 全25話  |
| 4月2日 - 9月24日        | Phantom -Requiem for the Phantom-                              | ビィートレイン                                      | TXN            | 全26話  |
| 4月3日 - 9月25日        | アラド戦記 〜スラップアップパーティー〜                        | GONZO、GK Entertainment                             | TXN            | 全26話  |
| 4月3日 - 9月18日        | ハヤテのごとく!!                                               | J.C.STAFF                                           | TX             | 全25話  |
| 4月3日 - 2010年2月19日  | ヒゲぴよ                                                       | キネマシトラス                                      | NHK教育        | 全39話  |
| 4月4日 - 6月20日        | 神曲奏界ポリフォニカ crimson S                                 | ディオメディア                                      | UHF            | 全12話  |
| 4月4日 - 2010年3月27日  | 極上!!めちゃモテ委員長                                         | 小学館ミュージック&デジタル エンタテイメント        | TX             | 全51話  |
| 4月4日 - 9月26日        | 真マジンガー 衝撃! Z編                                         | ビーメディア、Code                                  | TXN            | 全26話  |
| 4月4日 - 9月26日        | 戦場のヴァルキュリア                                           | A-1 Pictures                                        | UHF            | 全26話  |
| 4月5日 - 9月27日        | グイン・サーガ                                                 | サテライト                                          | NHK-BS2        | 全26話  |
| 4月5日 - 2010年3月28日  | クロスゲーム                                                   | SynergySP                                           | TX             | 全50話  |
| 4月5日 - 4月13日        | ことなかれヒーロー じんじゃーまん                              | KENJI STUDIO、エムズプランニング                    | UHF            | 全12話  |
| 4月5日 - 12月27日       | こんにちは アン 〜Before Green Gables（世界名作劇場）          | 日本アニメーション                                  | BSフジ         | 全39話  |
| 4月5日 - 9月28日        | 咲-Saki-                                                       | GONZO、ピクチャーマジック                           | TXN            | 全25話  |
| 4月5日 - 9月13日        | シャングリ・ラ                                                 | GONZO                                               | UHF            | 全24話  |
| 4月5日 - 2010年3月28日  | ジュエルペット                                                 | スタジオコメット                                    | TVO            | 全52話  |
| 4月5日 - 6月27日        | タユタマ -Kiss on my Deity-                                    | SILVER LINK.                                        | UHF            | 全12話  |
| 4月5日 - 9月27日        | ティアーズ・トゥ・ティアラ                                     | WHITE FOX                                           | UHF            | 全26話  |
| 4月5日 - 6月28日        | 夏のあらし!                                                    | シャフト                                            | TXN            | 全13話  |
| 4月5日 - 2010年7月4日   | 鋼の錬金術師 FULLMETAL ALCHEMIST                               | ボンズ                                              | MBS            | 全64話  |
| 4月5日 - 2010年2月14日  | 花咲ける青少年                                                 | ぴえろ                                              | NHK-BS2        | 全39話  |
| 4月5日 - 2010年3月28日  | メタルファイト ベイブレード                                    | タツノコプロ                                        | TX             | 全51話  |
| 4月6日 - 9月21日        | 07-GHOST                                                       | スタジオディーン                                    | YTV            | 全25話  |
| 4月6日 - 9月29日        | 蒼天航路                                                       | マッドハウス                                        | NTV            | 全26話  |
| 4月7日 - 9月29日        | シュガーバニーズ フルール                                      | サンリオ                                            | TX             | 全27話  |
| 4月8日 - 6月24日        | リストランテ・パラディーゾ                                     | david production                                    | CX             | 全11話  |
| 4月9日 - 6月18日        | 東のエデン                                                     | Production I.G                                      | CX             | 全11話  |
| 4月11日 - 6月27日       | 初恋限定。                                                     | J.C.STAFF                                           | BS11           | 全12話  |
| 4月12日（特別番組）     | ポケモン不思議のダンジョン 空の探検隊 時と闇をめぐる最後の冒険 | OLM                                                 | TX             | 全1話   |
| 4月26日 - 7月19日       | うんこさん-ツイてる人にしか見えない妖精-                       | 弥栄堂フヰルム                                      | KTV            | 全13話  |
| 4月29日 - 2011年3月27日 | ドラゴンボール改（第1期）                                      | 東映アニメーション                                  | CX             | 全98話  |
| 5月23日 - 12月19日      | 新忍者玉丸                                                     | トマソン                                            | ファミリー劇場 | 全26話  |
| 6月5日 - 9月25日        | ヴァイス・サヴァイヴ                                           | スタジオ雲雀                                        | TBS            | 全16話  |
| 6月5日（特別番組）      | 金色のコルダ〜secondo passo〜「第2楽章」                       | ゆめ太カンパニー                                    | KIDS STATION   | 全1話   |
| 6月20日（特別番組）     | 川の光                                                         | ぎゃろっぷ                                          | NHK総合        | 全1話   |
| 6月24日 - 9月16日       | うみものがたり 〜あなたがいてくれたコト〜                      | ZEXCS                                               | CBC            | 全13話  |
| 6月25日 - 9月10日       | ファイト一発! 充電ちゃん!!                                     | スタジオ雲雀                                        | AT-X           | 全12話  |
| 6月29日 - 10月23日      | うっかりペネロペ（第2期）                                      | 日本アニメーション                                  | NHK教育        | 全26話  |

1. 1 2 3 4 5  未放送1話含む
2. ↑  再放送14話+新作14話

### 2009年 7月 - 9月
| 開始日 - 終了日              | 作品名                              | 制作会社                                        | 主放送局・系列 | 話数    |
| ---------------------------- | ----------------------------------- | ----------------------------------------------- | -------------- | ------- |
| 7月1日 - 9月9日              | 青い花                              | J.C.STAFF                                       | CX             | 全11話  |
| 7月1日 - 12月23日            | うみねこのなく頃に                  | スタジオディーン                                | UHF            | 全26話  |
| 7月2日 - 9月24日             | 大正野球娘。                        | J.C.STAFF                                       | TBS            | 全12話  |
| 7月2日 - 12月10日            | NEEDLESS                            | マッドハウス                                    | UHF            | 全24話  |
| 7月3日 - 9月25日             | 化物語                              | シャフト                                        | UHF            | 全15話  |
| 7月4日 - 2010年3月27日       | エレメントハンター                  | NHKエンタープライズ、ヒウォンエンタテインメント | NHK教育        | 全39話  |
| 7月4日 - 9月26日             | CANAAN                              | P.A.WORKS                                       | UHF            | 全13話  |
| 7月4日 - 9月26日             | 【懺・】さよなら絶望先生            | シャフト                                        | UHF            | 全13話  |
| 7月5日 - 9月27日             | かなめも                            | feel.                                           | TX             | 全13話  |
| 7月5日 - 2011年7月2日        | くるねこ                            | スタジオディーン                                | KTV、THK       | 全100話 |
| 7月5日 - 9月20日             | プリンセスラバー!                   | GoHands                                         | UHF            | 全12話  |
| 7月6日 - 9月21日             | GA 芸術科アートデザインクラス       | AIC PLUS+                                       | YTV            | 全12話  |
| 7月7日 - 9月22日             | 宙のまにまに                        | スタジオコメット                                | AT-X           | 全12話  |
| 7月8日 - 9月23日             | 狼と香辛料II                        | ブレインズ・ベース、マーヴィージャック          | UHF            | 全12話  |
| 7月9日 - 9月18日             | 東京マグニチュード8.0               | ボンズ、キネマシトラス                          | CX             | 全11話  |
| 7月11日 - 9月26日            | よくわかる現代魔法                  | ノーマッド                                      | BS11、AT-X     | 全13話  |
| 8月13日（特別番組）          | 青い瞳の女の子のお話                | シンエイ動画                                    | EX             | 全1話   |
| 9月5日（特別番組）           | ジャングル大帝 -勇気が未来をかえる- | 手塚プロダクション                              | CX             | 全1話   |
| 9月13日 - 2010年9月5日       | バトルスピリッツ 少年激覇ダン       | サンライズ                                      | NBN            | 全50話  |
| 9月16日・9月23日（特別番組） | 恋時雨 〜吉高由里子と6つの恋〜      | プロペラエンジン                                | CX             | 全6話   |
| 9月24日 - 12月10日           | クイーンズブレイド 玉座を継ぐ者     | アームス                                        | AT-X           | 全12話  |

1. ↑  未放送3話含む
2. ↑  未放送1話含む

### 2009年 10月 - 12月
| 開始日 - 終了日                | 作品名                                     | 制作会社                                       | 主放送局・系列     | 話数    |
| ------------------------------ | ------------------------------------------ | ---------------------------------------------- | ------------------ | ------- |
| 10月1日 - 12月26日             | アスラクライン2                            | セブン・アークス                               | AT-X、UHF          | 全13話  |
| 10月1日 - 12月17日             | けんぷファー                               | ノーマッド                                     | TBS                | 全12話  |
| 10月1日 - 12月17日             | にゃんこい!                                | AIC                                            | TBS                | 全12話  |
| 10月2日 - 12月18日             | 生徒会の一存                               | スタジオディーン                               | UHF、BS日テレ、TXN | 全12話  |
| 10月2日 - 2010年4月2日         | 戦う司書 The Book of Bantorra              | david production                               | ANIMAX、BS11       | 全27話  |
| 10月2日 - 12月25日             | WHITE ALBUM（第2期）                       | セブン・アークス                               | UHF                | 全13話  |
| 10月3日 - 2010年3月29日        | 犬夜叉 完結編                              | サンライズ                                     | YTV                | 全26話  |
| 10月3日・10月10日（特別番組）  | うさるさん。                               | OLM                                            | KIDS STATION       | 全4話   |
| 10月3日 - 3月                  | 炬燵猫                                     | 弥栄堂フヰルム                                 | UHF                | 全24話  |
| 10月3日 - 2010年3月27日        | しゅごキャラ!パーティー!                   | サテライト                                     | TX                 | 全25話  |
| 10月3日 - 12月19日             | 聖剣の刀鍛冶                               | マングローブ                                   | AT-X               | 全12話  |
| 10月3日 - 2010年3月27日        | テガミバチ                                 | ぴえろプラス                                   | TX                 | 全25話  |
| 10月3日 - 2010年3月27日        | 天体戦士サンレッド（第2期）                | AIC ASTA                                       | UHF                | 全26話  |
| 10月4日 - 12月27日             | そらのおとしもの                           | AIC ASTA                                       | UHF                | 全12話  |
| 10月4日 - 12月27日             | 夏のあらし! 〜春夏冬中〜                   | シャフト                                       | TXN                | 全13話  |
| 10月4日 - 12月27日             | ミラクル☆トレイン〜大江戸線へようこそ〜    | ゆめ太カンパニー                               | TX                 | 全13話  |
| 10月4日 - 2010年9月26日        | 夢色パティシエール                         | スタジオ雲雀                                   | YTV                | 全50話  |
| 10月5日 - 2010年9月20日        | あにゃまる探偵 キルミンずぅ                | サテライト、ハルフィルムメーカー、JM ANIMATION | TXN、AT-X          | 全50話  |
| 10月5日 - 12月21日             | 真・恋姫†無双                              | 動画工房                                       | AT-X               | 全13話  |
| 10月5日 - 2012年9月3日         | たまごっち!                                | OLM                                            | TX                 | 全143話 |
| 10月5日 - 2010年3月22日        | とある科学の超電磁砲                       | J.C.STAFF                                      | AT-X               | 全24話  |
| 10月5日 - 12月21日             | 乃木坂春香の秘密 ぴゅあれっつぁ♪           | ディオメディア                                 | YTV、AT-X          | 全12話  |
| 10月6日 - 12月22日             | 11eyes                                     | 動画工房                                       | UHF                | 全12話  |
| 10月6日 - 2010年3月30日        | 君に届け                                   | Production I.G                                 | NTV                | 全25話  |
| 10月6日 - 2010年3月23日        | こばと。                                   | マッドハウス                                   | NHK-BS2            | 全24話  |
| 10月6日 - 12月23日             | 秘密結社鷹の爪 カウントダウン              | 蛙男商会                                       | EX、MBS、SBS       | 全12話  |
| 10月7日 - 12月30日             | ささめきこと                               | AIC                                            | TXN                | 全13話  |
| 10月7日 - 2010年3月31日        | チェブラーシカ あれれ?                     | GoHands                                        | TXN                | 全26話  |
| 10月8日 - 12月24日             | DARKER THAN BLACK -流星の双子-             | ボンズ                                         | MBS                | 全12話  |
| 10月10日 - 12月26日            | 青い文学シリーズ                           | マッドハウス                                   | NTV                | 全12話  |
| 10月10日 - 2010年6月26日       | ご姉弟物語                                 | シンエイ動画                                   | EX                 | 全32話  |
| 10月12日 - 2013年3月30日       | FAIRY TAIL（第1期）                        | A-1 Pictures、サテライト                       | TX                 | 全175話 |
| 10月13日 - 2010年6月8日        | 怪談レストラン                             | 東映アニメーション                             | EX                 | 全23話  |
| 10月13日 - 2010年6月29日       | スティッチ! 〜いたずらエイリアンの大冒険〜 | マッドハウス                                   | EX                 | 全30話  |
| 10月15日 - 2010年3月25日       | キディ・ガーランド                         | サテライト                                     | UHF                | 全24話  |
| 10月15日 - 12月24日            | 空中ブランコ                               | 東映アニメーション                             | CX                 | 全11話  |
| 10月17日 - 2010年5月1日        | アニメ 冬のソナタ                          | （日韓合作）                                   | CS                 | 全27話  |
| 10月17日・10月24日（特別番組） | ひだまりスケッチ×365 特別編                | シャフト                                       | BS-TBS             | 全2話   |
| 10月17日・10月24日（特別番組） | まほろまてぃっく 特別編 ただいま◆おかえり  | GAINAX                                         | BS-TBS             | 全2話   |
| 12月4日 - 2010年3月19日        | ヴァイス・サヴァイヴR                      | スタジオ雲雀                                   | TBS                | 全12話  |
| 12月6日 - 2010年6月27日        | コケッコーさん                             | POPORO MEDIA                                   | ファミリー劇場     | 全26話  |
| 12月21日 - 12月25日            | ヒピラくん                                 | サンライズ                                     | NHK-BS2            | 全12話  |
| 12月26日 - 2010年6月12日       | 忍者玉丸・東海道五十三次                   | トマソン                                       | ファミリー劇場     | 全26話  |

1. ↑  「人間失格」4話、「走れメロス」2話、「桜の森の満開の下」2話、「こゝろ」2話、「蜘蛛の糸」1話、「地獄変」1話
2. 1 2  未放送1話含む